# Переробка відходів

Міжнародний символ вторинної переробки — зелена стрічка Мебіуса.

Переро́бка (переро́блення) відхо́дів (також: вторинна переробка, ресайклінґ (англ. recycling), рециклювання й утилізація відходів) — будь-які технологічні операції, пов'язані зі зміною фізичних, хімічних або біологічних властивостей відходів, з метою підготовки їх до екологічно безпечної переробки, утилізації чи зберігання.
Переробка відходів  являє собою проактивний підхід до сталого життя та збереження навколишнього середовища шляхом зменшення відходів і мінімізації навантаження на природні ресурси. Переробка відходів передбачає повторне використання та повернення в економіку продуктів, що є похідними різноманітних відходів, наприклад, папір з опалого листя чи макулатури; цементні композити та цінні хімікати з пластикових відходів; біопаливо й біополімери з відходів сільського господарства; паливо, енергія та інші продукти зі стічних вод та побутових відходів.
«Відходи як ресурс» є одним з основних принципів циркулярної економіки та сталого розвитку. Громади в усьому світі прийняли програми переробки, які можуть відрізнятися методами збору, технікою сортування та асортиментом прийнятних матеріалів. Просвітницькі та інформаційно-просвітницькі кампанії відіграють ключову роль у заохоченні окремих осіб, підприємств і галузей промисловості брати активну участь у переробці, тим самим сприяючи розвитку культури відповідального споживання та поводження з відходами.

## Загальний опис
Утилізація — доцільне використання відходів або залишків виробництва для отримання корисної продукції. Наприклад, при збагаченні вугілля переробку відходів здійснюють шляхом їх обробки та приготування для відвантаження на виробництво будівельних та шлакових матеріалів: пористих наповнювачів бетону (аглопарит, керамзит), паливовмісної домішки для виробництва цегли та будівельної кераміки, випалення низькомарочних в'яжучих речовин (цементу).

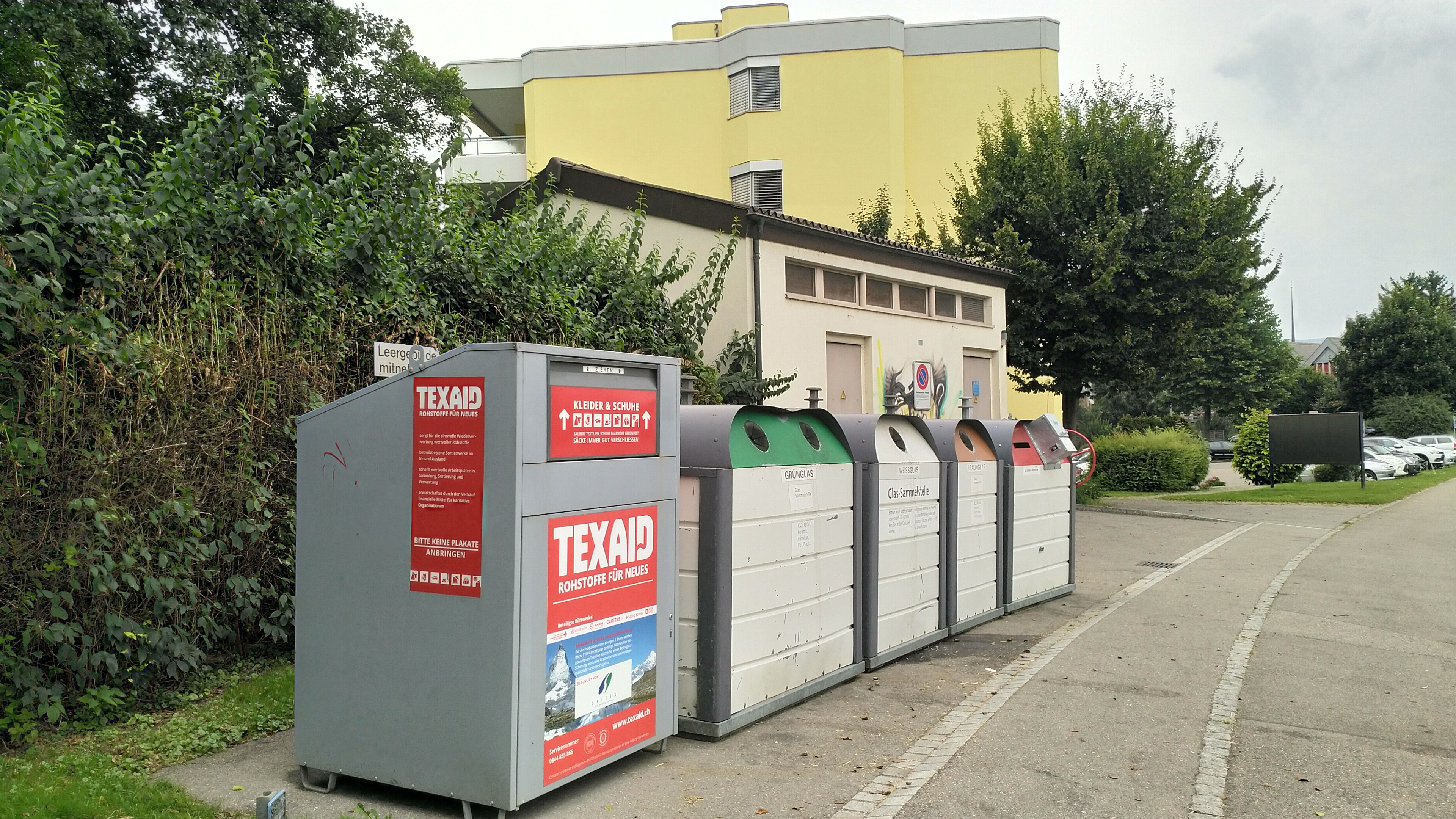
Контейнери для збору різних типів відходів

Переробка відходів включає переробку таких матеріалів, як скло, папір, алюміній, асфальт, залізо, тканини та різних видів пластику.
Також з високою ефективністю переробляють органічні відходи — відходи сільського господарства, харчові та інші, для виробництва біопалива, біополімерів й біопластику, добрив та інших цінних продуктів, таких як папір з опалого листя.
Методи переробки відходів залежать від їх складу, і включають механічні, хімічні, термічні, біотехнологічні, фізичні та комбіновані методи переробки. Ядерні, токсичні та деякі промислові відходи можуть піддаватись похованню або затопленню у морі, що однак не знімає небезпеку зараження. На спосіб переробки впливає також клас небезпеки відходів. Зокрема, відходи від медико-біологічної та хіміко-фармацевтичної промисловості, потребують переробки, яка здійснюється спеціалізованими підприємствами з відповідними ліцензіями.
Найперспективнішим шляхом подолання негативного впливу відходів на довкілля є перехід від полігонного захоронення відходів до промислової переробки відходів у цінні продукти та енергію.

## Значення вторинної переробки відходів

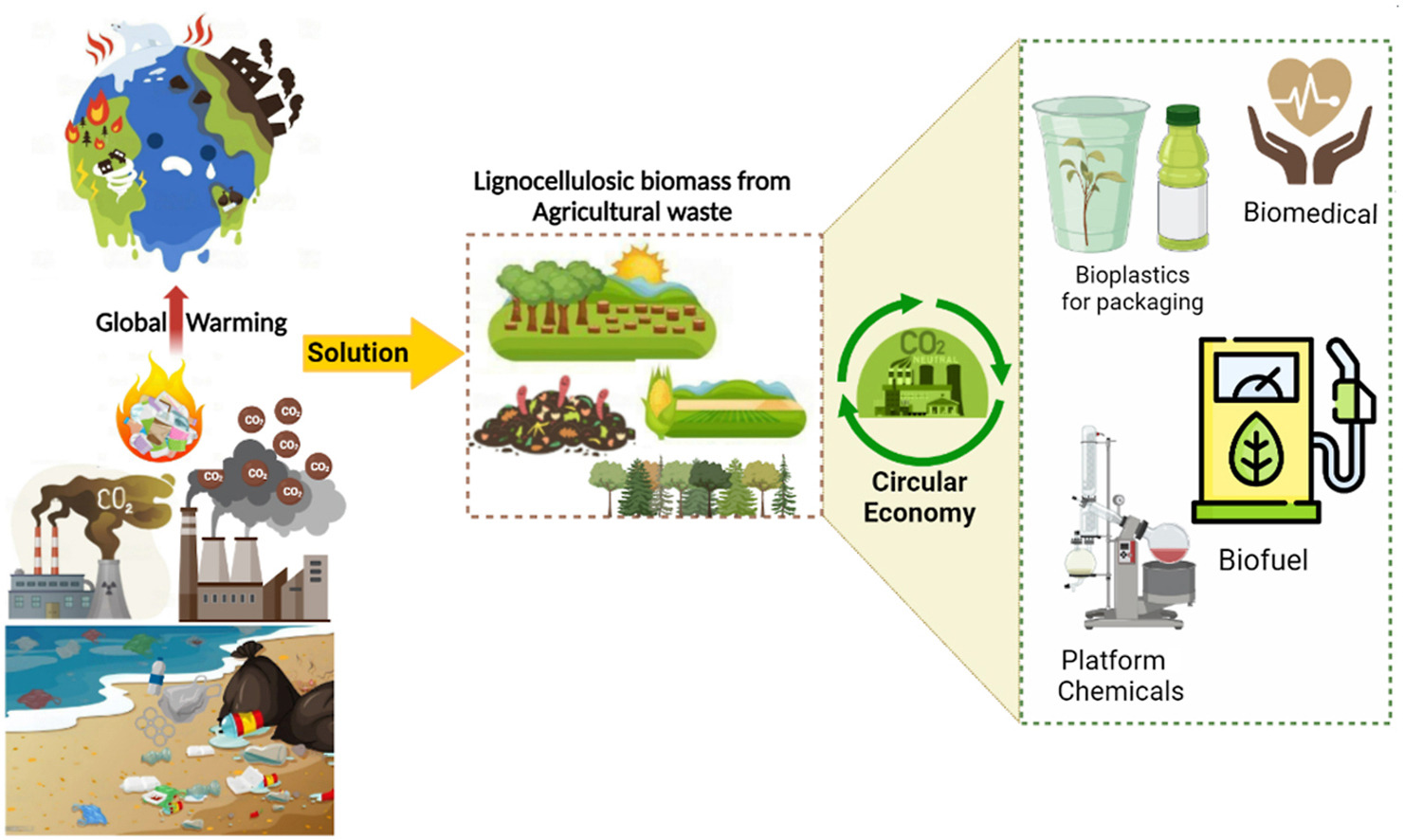
Переробка відходів зменшує негативний вплив на природні ресурси, сприяє зменшенню відходів, економічним вигодам та пом'якшенню зміни клімату.

Переробка відходів має першочергове значення в глобальних зусиллях щодо сталого розвитку, збереження ресурсів і збереження навколишнього середовища. Ця практика передбачає збір, переробку та перетворення відходів у ресурси, придатні для повторного використання, пом’якшуючи негативний вплив відходів на планету.

### Збереження природних ресурсів
По-перше, ресурси багатьох матеріалів на Землі обмежені та не можуть бути заповнені в терміни, порівнянні з часом існування людської цивілізації.
Переробка відходів допомагає зберегти обмежені природні ресурси, зменшуючи потребу в сировині. Завдяки повторному використанню таких матеріалів, як метали, пластик, папір і скло, переробка мінімізує тиск видобутку на екосистеми, зберігаючи енергію та водні ресурси в процесі виробництва.

### Зменшення відходів і запобігання забрудненню
По-друге, потрапивши в навколишнє середовище, матеріали зазвичай стають забруднювачами.
Відводячи відходи зі звалищ, переробка зменшує обсяг відходів, зменшуючи потребу в місцях для звалищ, зменшуючи забруднення навколишніх ґрунтів, ґрунтових вод, прісних вод, світового океану та природних екосистем, і зменшуючи викиди парникових газів і забруднення повітря.

### Економічні вигоди та створення робочих місць
По-третє, відходи та вироби, що закінчили свій життєвий цикл, часто (але не завжди) є дешевшим джерелом багатьох речовин і матеріалів, ніж природні джерела.
Переробка відходів також сприяє економічному зростанню, створюючи робочі місця на підприємствах з переробки відходів і в суміжних галузях. Це генерує потоки доходу від продажу перероблених матеріалів і сприяє інноваціям у стійких технологіях і практиках, сприяючи циркулярній економіці — економіці замкнутого циклу, де матеріали переробляються й повторно використовуються.

### Енергозбереження та пом'якшення зміни клімату
Переробка відходів може сприяти значному енергозбереженню, порівняно з виробництвом продуктів із сировини. Процес переробки зазвичай споживає менше енергії, знижуючи викиди вуглецю в атмосферу, парниковий ефект і глобальне потепління, та зменшуючи вплив на навколишнє середовище, пов’язаний із видобутком, переробкою та транспортуванням первинних матеріалів.

## Історія
Концепція переробки глибоко вкорінена в історії людства, розвиваючись протягом тисячоліть, коли суспільства адаптували практику повторного використання матеріалів і екологічного поводження з відходами.

### Античні часи
Стародавні цивілізації займалися елементарними формами переробки відходів. Об’єкти з каменю, нефриту, цементу, текстилю, кераміки та кісток демонструють докази фізичної зміни форми та ремонту, як і об’єкти з металу та скла. Метал і скло, крім того, є матеріалами, які можна розплавити та перелити, що звільняло стародавніх людей від обмежень фізичної форми оригінального об’єкта. Переробка стародавньої міді та бронзи була задокументована в усьому світі в античній металургійній промисловості. Олов’яна бронза почала з’являтися ще приблизно в 3500 р. до н.е., і її чудова здатність до вторинної переробки та пластичності робили її улюбленим металевим сплавом до появи заліза.
Археологічні дані свідчать про випадки повторного використання металу в стародавній Месопотамії, де метали плавили та переливали для нових інструментів і предметів. В стародавньому Єгипті також переробляли відходи. В містах стародавнього Риму існували місця для звалищ скла і металу, які використовувались для переробки.

### Середньовіччя та Відродження
У середні віки дефіцит ресурсів призвів до відновлення матеріалів, зокрема металів, для виготовлення зброї та карбування монет. Перший задокументований випадок переробки паперу відбувся в Японії в 1031 році, коли було видано урядове розпорядження, яке передбачало обов’язкову переробку всієї макулатури для виготовлення нового паперу.
Епоха Відродження засвідчила появу переробки паперу в Європі та Північній Америці, де паперові клаптики переробляли на новий папір. В ці роки почали створювати перші паперові фабрики, засновані на технології вторинної переробки, які використовували перероблене лляне ганчір’я. До індустріалізації виробництва паперу найпоширенішим джерелом волокна були перероблені волокна з використаного текстилю, які називалися ганчірками, були виготовлені з конопель, льону та бавовни.

### Промислова революція
Промислова революція сприяла прогресу у масовому виробництві, що призвело до збільшення утворення відходів. Однак це також ознаменувало ранні етапи організованої переробки. У 19 столітті промисловість почала масово відновлювати такі матеріали, як метали, папір і текстиль.

### У СРСР
Завдяки газогенераторам, які переробляли деревину, торф, вугілля, солому в пальний газ (який при згоранні давав енергію) Україна відновила своє господарство по Другій світовій війні. Розвиток газогенераторів продовжувався в Україні до 1964 р. Політика на відновлення господарства в Україні яку проводив М. Хрущов в повоєнний час цілком себе виправдала — адже в 1964 р. Україна повністю була забезпечена своїми власними енергетичними ресурсами і навіть більше того, постачала газ до Росії. За перших півроку московського керівництва Л. Брежнєва та О. Косигіна в Україні: були знищені всі газогенератори; закрили всі науково-дослідні інститути, які розробляли газогенератори; протягли трубу з Сибіру з природним газом і «підсадили» Україну на метанову «голку»; провели адміністративну реформу — 11 раднаргоспів поділили на 25 областей, чим знищили по-суті наближену до ринкової економіку України. За роки незалежності Україна так і не перейшла на власне виробництво газу з наявних відходів, а в наш час вже можна переробляти в пальний газ навіть побутові органічні відходи, медичні органічні відходи які нині вивозять на сміттєзвалища забруднюючи навколишні землі, хоча переробку можна здійснювати децентралізовано на місцях первинного утворення відходів за допомогою малих газогенераторів з виробничою потужністю переробки 100, 200, 500 кг/год. На 2018 р. до 7 % території України покриті сміттєзвалищами.
По Другій світовій війні лише в Україні йшло інтенсивне дослідження технологій газифікації органічних речовин, що було необхідно для генерації енергії, адже переведення органічного палива в газ з подальшим його спалюванням дає як мінімум вдвічі більшу енергію в порівнянні з прямим спалюванням того ж органічного палива. Дослідження і розробки технологій газифікації тривали до середини 1964 р. Решта країн Європи закінчили свої дослідження газифікації органічних сполук десь в 1938 р., а почали знову активні дослідження вже після 2000 р. На сьогоднішній день залишки українських науковців, фахівців з газифікації органічних сполук, є світовими лідерами з конструювання найефективніших газогенераторів.
У СРСР утилізації надавалося велике значення. Було розроблено уніфіковані пляшки для молока, пива, горілки, вина й інших безалкогольних напоїв, по всій країні існували пункти збору склотари. Для збору макулатури та брухту залучалися школярі та члени піонерської організації. Було налагоджено жорсткий облік дорогоцінних металів, які застосовуються в промисловості, зокрема в електроніці.
Вторинну сировину заготовляли чотири главки:
- «Головвторсировина» (Міністерство легкої промисловості) — збір вторсировини в містах і робочих селищах;
- «Центросоюз» — сільські місцевості;
- «Главвторчормет» (Міністерство чорної металургії) — промислові підприємства, радгоспи й МТС;
- «Главвторколірмет» (Міністерство кольорової металургії) — промислові підприємства, радгоспи й МТС.[20]

### В Україні
В Україні, де обсяг накопичених відходів сягає 15-20 млрд м3, з них можна видобувати золото, срібло, платину, ванадій, титан, ртуть, цинк та ін.
В Україні більшість видів відходів успішно переробляють малі підприємства. Починаючи з 2017 року передбачене ліцензування діяльності щодо переробки побутових відходів. Діяльність щодо збору та переробки відходів, які є небезпечними або потенційно небезпечними потребує ліцензії на поводження з небезпечними відходами.
Щоб вирішити весь комплекс питань, пов'язаних з небезпечними відходами, Мінприроди розробило проект «Програми переробки небезпечних відходів». Програмою визначена стратегія й основні напрями у сфері переробки токсичних відходів. Проблема розглядається на трьох рівнях — загальнодержавному, регіональному, місцевому (об'єктному).
У напрямі обмеження створення токсичних відходів основні заходи повинні базуватися на вдосконаленні технологічних циклів підприємств, що діють. У напрямі зменшення накопичень, знешкодження і видалення відходів операції повинні здійснюватися в спеціально відведених місцях або об'єктах, зі створенням відповідних полігонів, оснащених типовими модульними комплексами.
До складу полігонів входять:
- завод по знешкодженню й утилізації;
- майданчик поховання;
- гараж спецтранспорту.

Капітальні вкладення на використання технологій перероблення відходів в Україні складають 700—1000 Євро на рік на спалювання, 150—450 Євро на рік — на сміттєсортувальні комплекси. Планується розробка проектів комплексів для низки міст України, з подальшою реалізацією спочатку пілотних установок, а потім і самих комплексів.
Український екостартап Releaf Paper розробив технологію виробництва паперу з опалого листя. За 2022 рік компанія виробила 150 тонн паперу, запустила продажі в Європі та отримала €165 000 доходу. Серед його клієнтів: L’Oreal, Schneider Electric, Samsung, NYX та інші відомі компанії. У 2024 році стартап планує відкрити завод у Франції, який зможе переробляти 10 000 тонн сировини на рік.

## Технології вторинної переробки

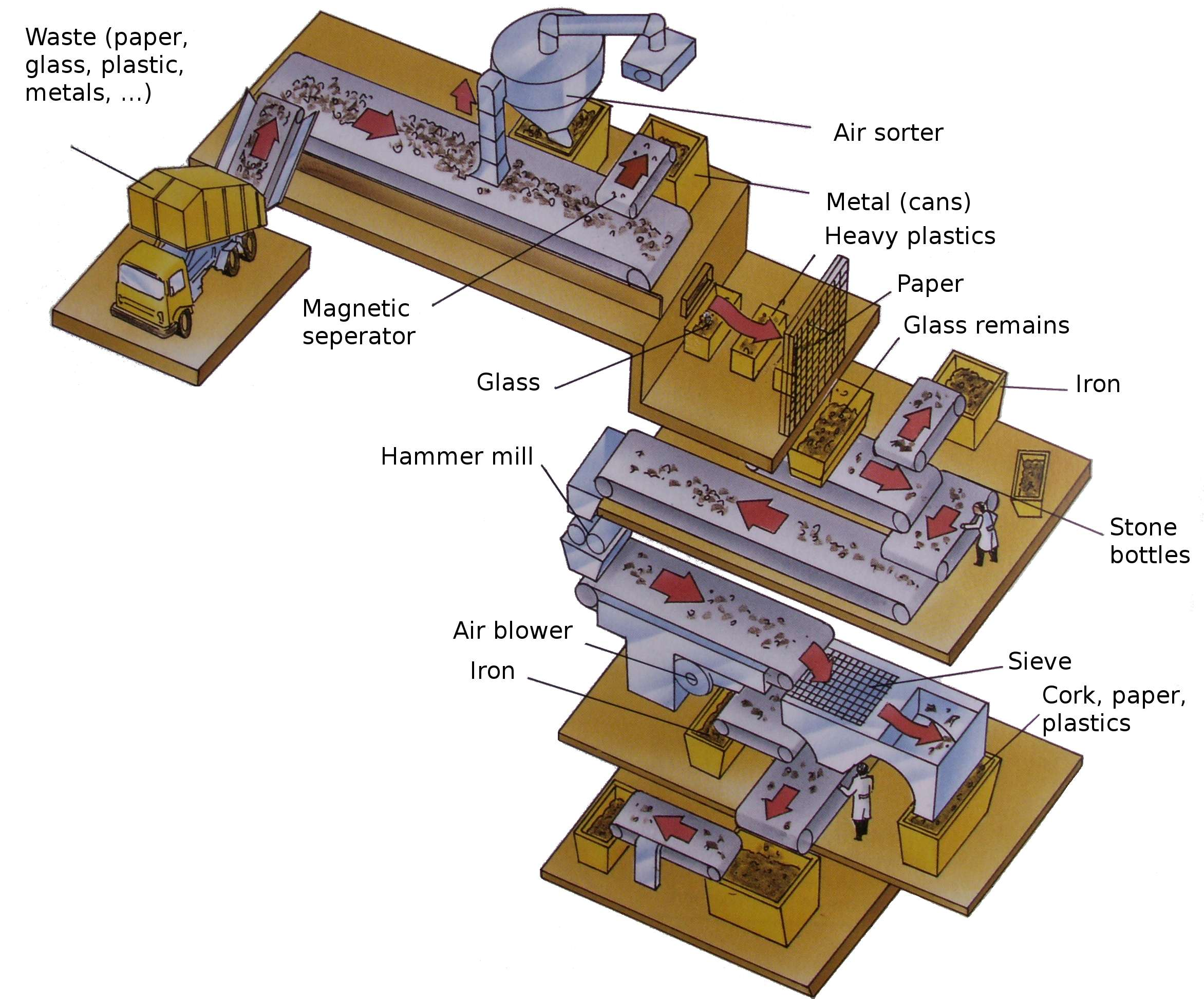
Схема напів-автоматизованого сортувального процесу

Більшість відходів може бути перероблена для створення нових продуктів та енергії. Для кожного типу цих відходів є відповідні технології переробки, які постійно розвиваються та комбінуються для досягнення найкращої економічної ефективності та екологічної безпеки.
Для розділення відходів на різні матеріали використовують різні види сортування й сепарації, наприклад, для відділення металу — магнітна сепарація.

### Спалювання сміття

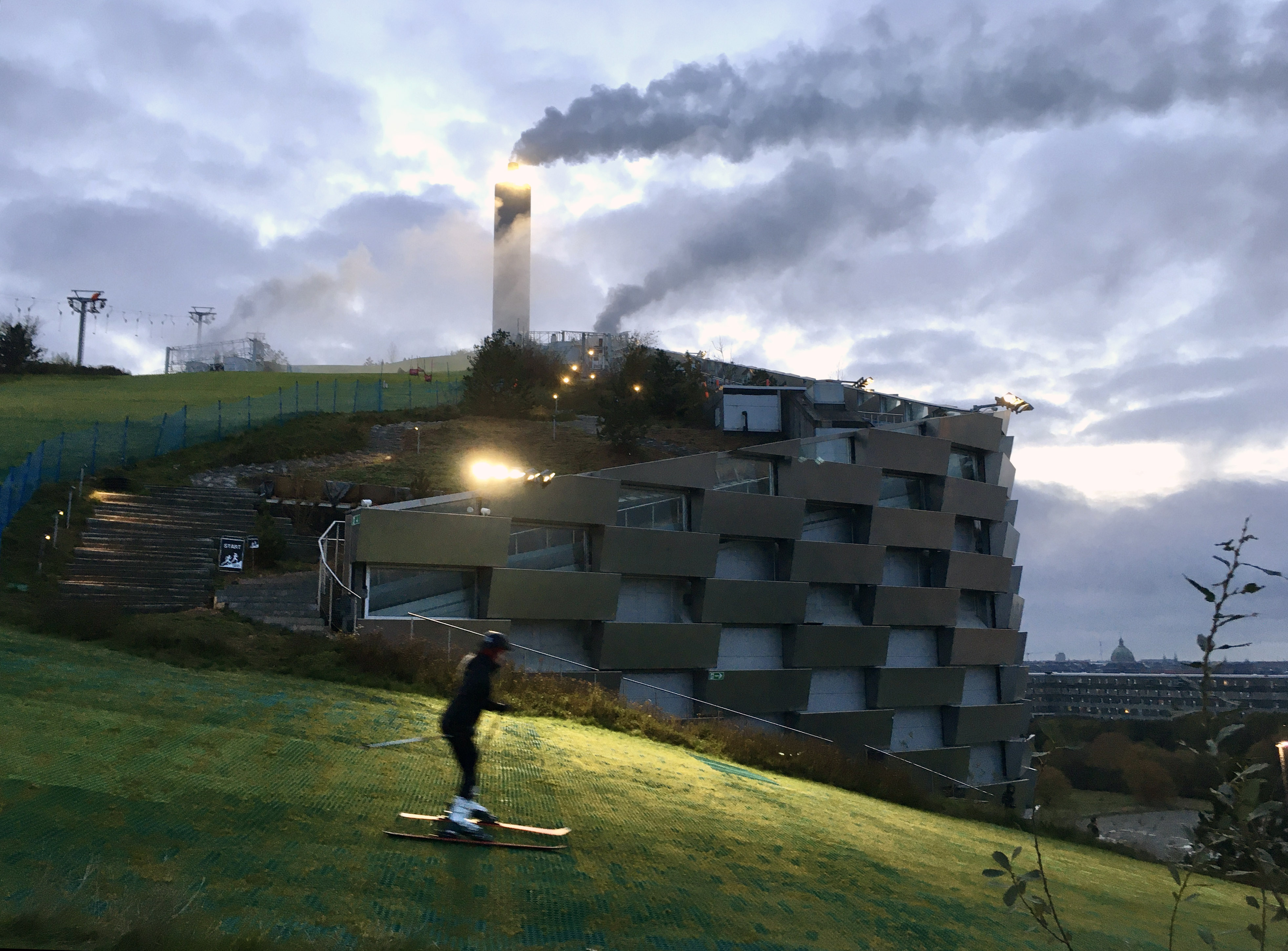
Амагер Бакке, також відомий як Копенгілл, — сміттєспалювальний завод на острові Амагер в Копенгагені, відомий своєю зеленою зоною відпочинку на даху, з відкритим схилом для спуску на лижах, та безпечними періодичними викидами відфільтрованих газів з системою уловлення та зберігання вуглецю.

Сміттєспалення передбачає спалювання сміття при високій температурі, і використовується для зменшення об’єму відходів і отримання енергії. Процес передбачає контрольоване спалювання відходів у спеціалізованих установах, відомих як сміттєспалювальні заводи.

#### Типи сміттєспалювальних установок
- Сміттєспалювальний завод (інсинератор) масового спалювання: ці сміттєспалювальні заводи спалюють неперероблені тверді побутові відходи, перетворюючи їх на золу. Процес генерує енергію, але вимагає суворих заходів контролю викидів, щоб запобігти забрудненню повітря.[27]
- Сміттєспалювальний завод для палива з відходів: у таких заводах використовуються попередньо оброблені відходи з високим вмістом енергії, такі як подрібнені або гранульовані відходи.[28][29] Цей процес забезпечує кращий контроль над згорянням і викидами.[30][30]

#### Екологічні міркування
- Контроль забруднення повітря: удосконалені системи вугільної фільтрації та очищення в сучасних сміттєспалювальних заводах допомагають мінімізувати викиди шкідливих газів й речовин, таких як газоподібні та пароподібні органічні речовини[31], діоксини[32][33][34], фурани[33][34] та тверді частинки, дотримуючись суворих стандартів викидів.[35][36]
- Управління залишками: спалювання залишає золу та інші залишки, які потребують належного управління та утилізації, щоб запобігти забрудненню навколишнього середовища.

#### Переваги
- Значно зменшує об’єм відходів, зменшуючи тиск на звалища.
- Виробляє енергію з відходів, які інакше були б викинуті.

#### Проблеми та виклики
- Екологічні проблеми щодо шкідливих викидів та управління залишками.[31][32][33][34][37]
- Первинні інвестиції для передових сміттєспалювальних заводів, таких як Амагер Бакке — сміттєспалювальний завод з технологією уловлення та зберігання вуглецю без втрат в енергоефективності, зі значним щорічним об'ємом уловлених викидів вуглецю в атмосферу, та безпечними викидами відфільтрованих газів у повітря.[25]

Технології спалювання відходів, хоча й пропонують засоби управління відходами та виробництва енергії, залишаються предметом дискусій через екологічні наслідки та їхній вплив на зусилля з переробки та цілі сталого розвитку. Зусилля продовжують зосереджуватися на підвищенні ефективності, скороченні викидів та інтеграції процесів перетворення відходів на енергію в більш широкі рамки сталого управління відходами. Наприклад, дослідження 2022 року показало, що побічні продукти спалювання сміття можуть бути ефективно перероблені в фільтраційні матеріали для самих сміттєспалювальних заводів, за принципом циркулярної економіки.

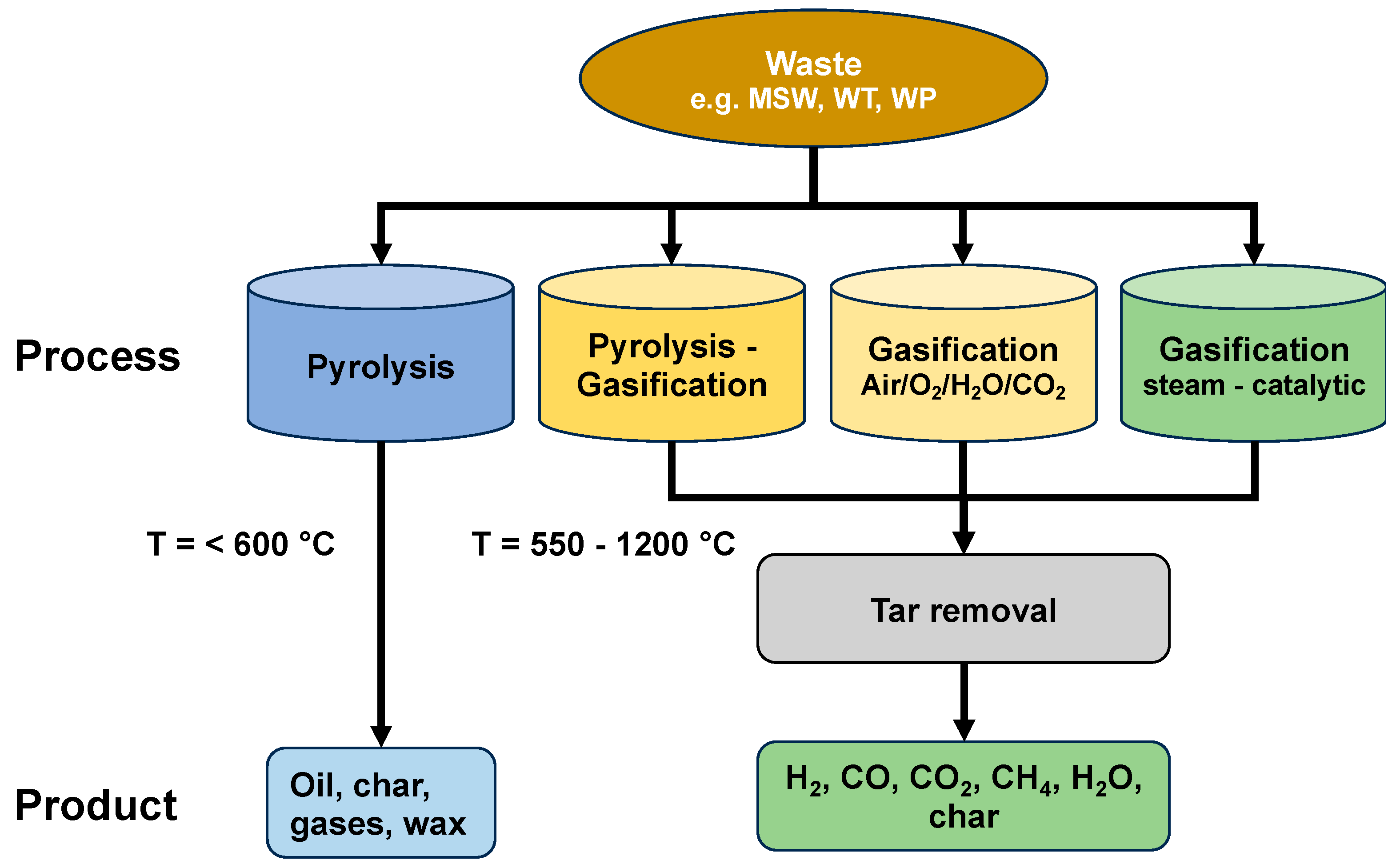
Схема переробки твердих побутових відходів (MSW), відпрацьованих шин (WTs) і відходів пластику (WPs) методами газифікації та піролізу.

Окрім спалювання, несортовані тверді побутові відходи, відходи пластику, відпрацьовані автошини, харчові відходи та відходи біомаси (сільськогосподарські, відходи деревини, відходи харчової промисловості) перетворюються термохімічними методами газифікації та піролізу на синтез-газ, з якого в подальшому виробляється водень.

### Переробка пластику

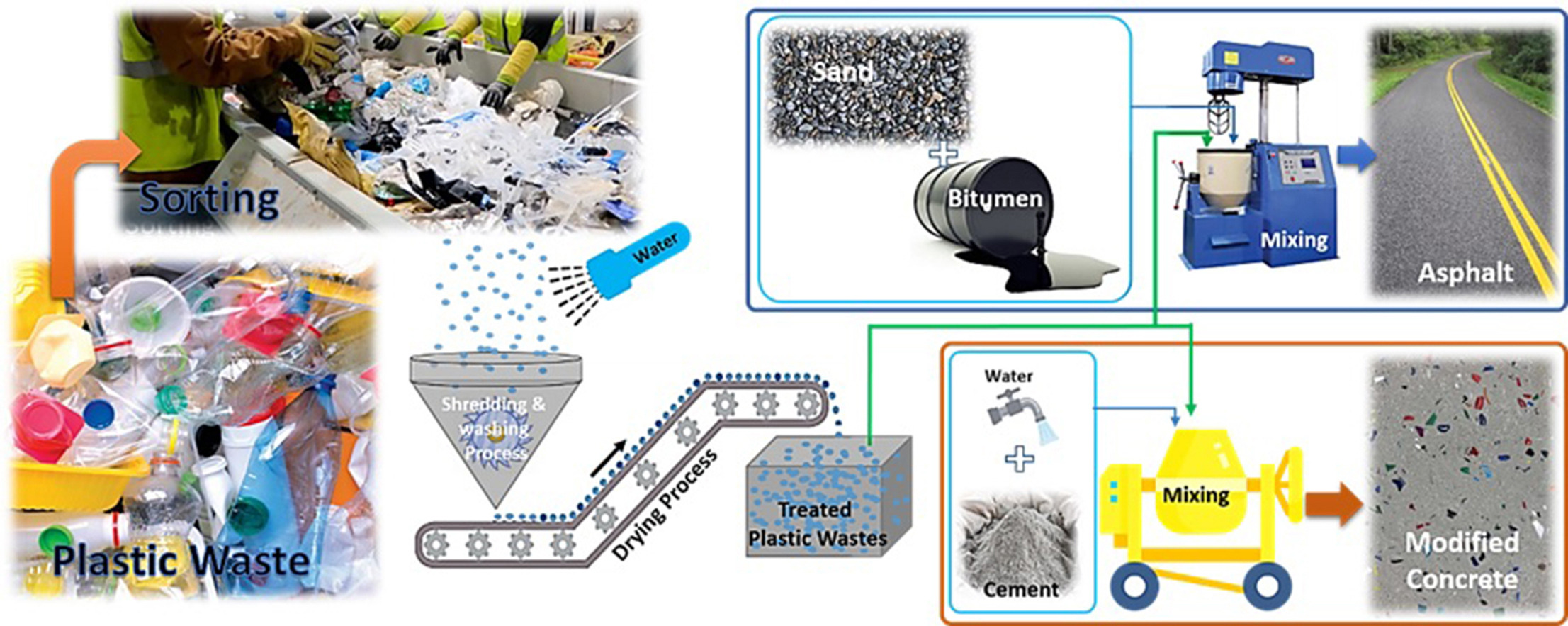
Технологія переробки пластикових відходів у будівельні матеріали.

Забруднення пластиком є однією з найбільших екологічних проблем сьогодення. Хоч використання біорозкладуваного пластику та біопластику зростає, 99% пластмаси, що виробляється станом на 2021 рік, є полімерами на основі викопних речовин, і вони продовжуватимуть відігравати важливу роль у багатьох виробничих відділеннях протягом тривалого часу. Згідно зі звітом European Bioplastics за 2020 рік, очікується, що загальна виробнича потужність ЄС біополімерів досягне 2,45 млн тонн до 2024 року, що набагато менше, ніж потребує ринок пластику, тому питання переробки пластику є вкрай актуальним.
Переробка пластику включає кілька методів, таких як механічні, хімічні та термічні процеси. Механічна переробка, найбільш широко використовувана, включає сортування, подрібнення, миття та плавлення пластику для повторного використання.

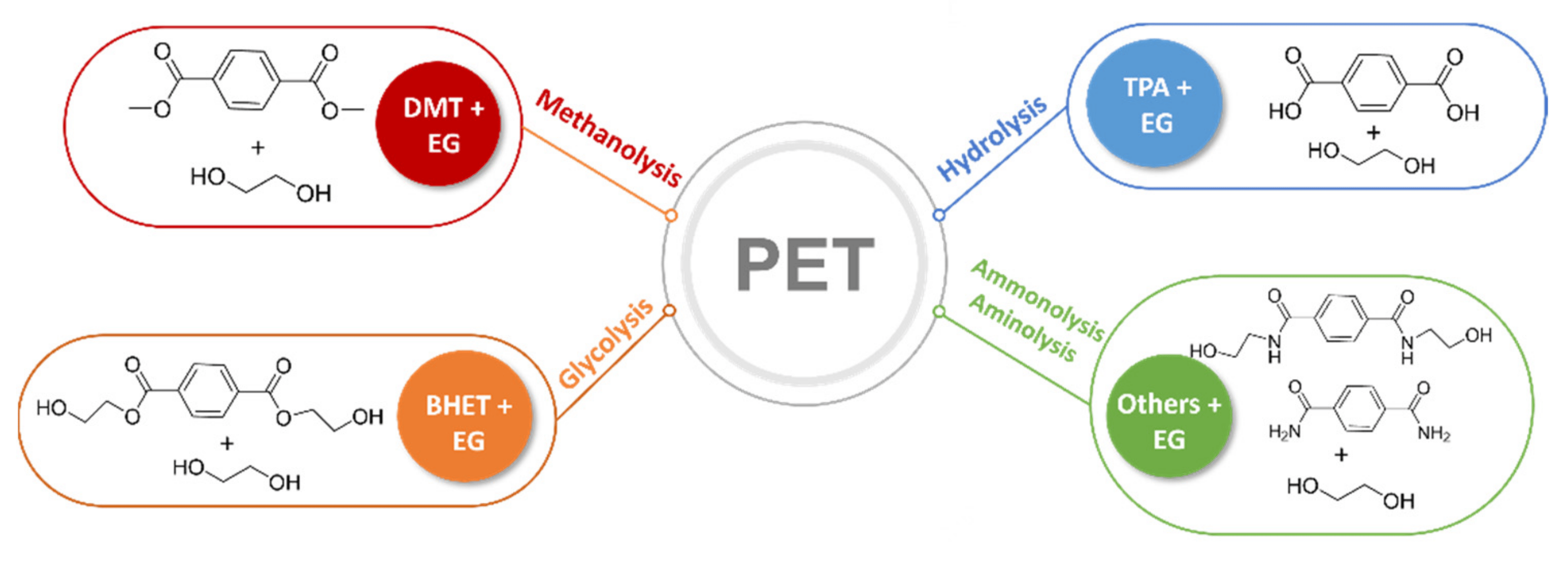
Шляхи хімічної переробки ПЕТ та продукти з доданою вартістю.

Методи хімічної переробки охоплюють сольволіз (включаючи гідроліз, метаноліз і гліколіз), каталітичну деполімеризацію та ферментативну деполімеризацію. Сольволіз передбачає розрив полімерних зв’язків за допомогою спирту або води, з використанням каталізаторів. Гідроліз, наприклад, може ефективно розщеплювати ПЕТ (поліетилентерефталат), але вимагає більшого споживання енергії. Також є методики кислотного і лужного гліколізу ПЕТ, які мають свої переваги та недоліки. Метаноліз виділяється як ефективний процес деполімеризації ПЕТ, спрямований на отримання високоякісних мономерів і олігомерів. Останні інновації включають низькоенергетичний каталізований метаноліз, що проводиться при кімнатній температурі, завдяки чому досягається висока селективність у виході мономеру. Гліколіз, ще одна багатообіцяюча альтернатива, продемонстрував ефективну деполімеризацію ПЕТ за помірного енергетичного та екологічного впливу, особливо при використанні органокаталізаторів або гетерогенних каталізаторів, отриманих із природних джерел, таких як попіл апельсинової шкірки. Хоча аміноліз забезпечує найкращі енергетичні та екологічні параметри, він може бути дорогим через використання іонних рідин на основі амонію. Однак методи каталітичної деполімеризації, включаючи ферментативний каталіз і гідрогеноліз, показали багатообіцяючі результати, особливо в ферментативному розкладанні ПЕТ для відновлення терефталевої кислоти та етиленгліколю. Крім того, гідрогеноліз показав потенціал у перетворенні ПЕТ на такі цінні сполуки, як бензол, толуол і ксилоли.

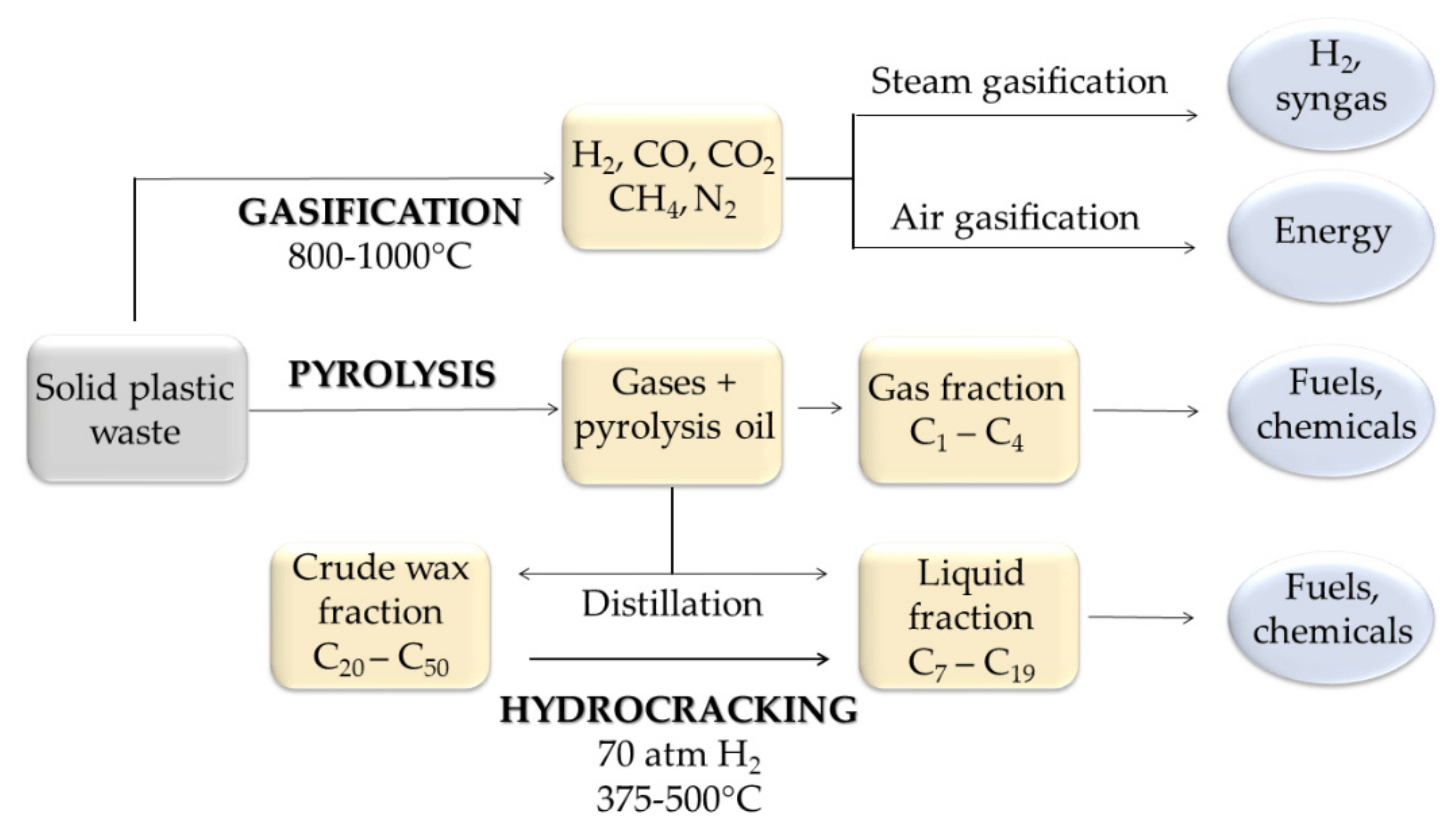
Загальна схема процесів термічної деполімеризації пластикових відходів.

Термічні методи дозволяють виробляти паливо та енергію, але можуть викидати забруднюючі речовини. Термічна переробка включає такі процеси, як піроліз і гідрокрекінг, які проводяться при високих температурах і часто з використанням каталізаторів для руйнування пластику без кисню. Піроліз генерує рідкі або воскові суміші, багаті вуглеводнями, що ідеально підходить для нафтопереробних заводів, і використовується для важких для вторинної переробки пластмас, таких як PE/PP/PS суміші або армовані волокна. Каталітичний піроліз при більш низьких температурах дає переваги у виробництві нафти. Гідрокрекінг — це процес каталітичного рафінування для відновлення корисних хімічних фракцій, який зазвичай потребує біфункціональних каталізаторів, таких як цеоліти, для посилення активності крекінгу.
Ці процеси мають різну ефективність, вартість і вплив на навколишнє середовище, і для досягнення ефективної переробки часто використовується комбінація методів.
Методи переробки пластику чи його біологічного розкладання активно досліджуються і впроваджуються в практику. Наприклад, в двох дослідженнях 2023 року, опублікованих в Science, описується економічно-ефективна методика переробки пластикових відходів (поліетилен та поліпропілен) в жирні кислоти, які згодом перетворюють промислові сурфактанти; та поліетиленових відходів в широкий спектр цінних хімічних речовин.

### Переробка органічних відходів
Переробка органічних відходів передбачає переробку біологічно розкладаних матеріалів, таких як сільськогосподарські відходи, відходи деревообробної промисловості та целюлозно-паперової, харчові відходи, органічні міські відходи, органічні відходи промисловості, стічні води, тощо. Переробка органічних відходів має на меті мінімізувати вплив на навколишнє середовище, одночасно використовуючи потенціал цих матеріалів для корисного повторного використання. Переробка органічних відходів охоплює кілька ключових процесів і методологій, спрямованих на ефективне відновлення матеріалів і створення цінності й доданої вартості. 

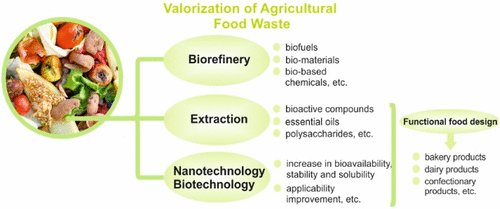
Валоризація відходів сільського господарства та їх застосування.

У сільськогосподарському секторі органічні відходи можна перетворити на цінні продукти за допомогою таких технологій, як вермікомпостування, біодобрива та біоенергетика. Компостування, включаючи традиційні методи та методи вермікомпостування, перетворює органічні відходи на багатий поживними речовинами компост для збагачення ґрунту і покращення його родючості і врожайності землеробства. (див. також Пермакультура, Стале та Відновлювальне сільське господарство) Біодобрива, отримані з мікроорганізмів і сільськогосподарських відходів, покращують якість ґрунту, а дослідження демонструють їх позитивний вплив на ріст рослин і збагачення ґрунту. Біоенергетика у формі біопалива, виробленого з органічної біомаси, такої як лігноцелюлозні матеріали, пропонує відновлювану альтернативу викопному паливу з етанолом, біогазом і бутанолом як потенційними продуктами, що підтримує енергоефективність і екологічну стійкість. Також, сільськогосподарські відходи можуть бути перероблені на цілий ряд цінних продуктів, таких як біополімери й біопластик, промислові ферменти, екологічне пакування, різноманітні біологічно активні речовини, субстрати для вирощування грибів, будівельні матеріали, та каркаси для культивованого м'яса.

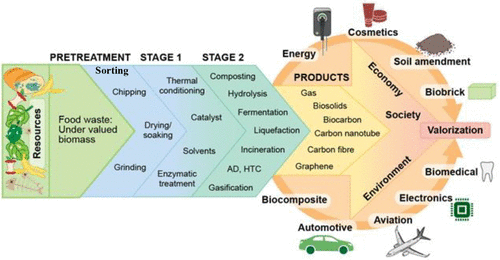
Схема процесів валоризації харчових відходів, цінних продуктів і застосувань.

Майже одна третина виробленої їжі щороку витрачається, що призводить до серйозного виснаження ресурсів. Харчові відходи містять велику кількість органічних речовин, які, якщо не поводитись належним чином, можуть становити серйозну загрозу навколишньому середовищу та здоров’ю людей, що робить правильну утилізацію харчових відходів актуальною глобальною проблемою. Проте різні типи харчових відходів, наприклад відходи виробництва фруктів, овочів, зерна та інших харчових продуктів, містять важливі біологічно активні сполуки, такі як поліфеноли, харчові волокна, білки, ліпіди, вітаміни, органічні кислоти та мінерали, і деякі з них знаходяться у більших кількостях у викинутих частинах, ніж у частинах на продаж. Ці біологічно активні сполуки пропонують потенціал для перетворення харчових відходів на продукти з доданою вартістю у таких галузях, як харчова промисловість, біопластик, біоенергетика, біоповерхнево-активні речовини, біодобрива та деякі інші.
Методи ферментації та біоконверсії дають цінні продукти, такі як біополімери й біопластик, різноманітне біопаливо, таке як біоетанол, біобутанол, біоводень, та різні цінні біохімічні речовини з органічних відходів. Ферментація передбачає перетворення цукрів або крохмалю в етанол під дією мікробів. Цей метод широко використовується у виробництві біоетанолу, відновлюваної добавки до палива або автономного біопалива для транспортних засобів. З 1 кг твердих органічних відходів, таких як харчові та сільськогосподарські відходи, можливо отримати 100-110 літрів біоводню та 50-60 літрів біометану; а твердий залишок (30 г/кг відходів) можливо використовувати як тверде біопаливо або перетворити на біодобриво.

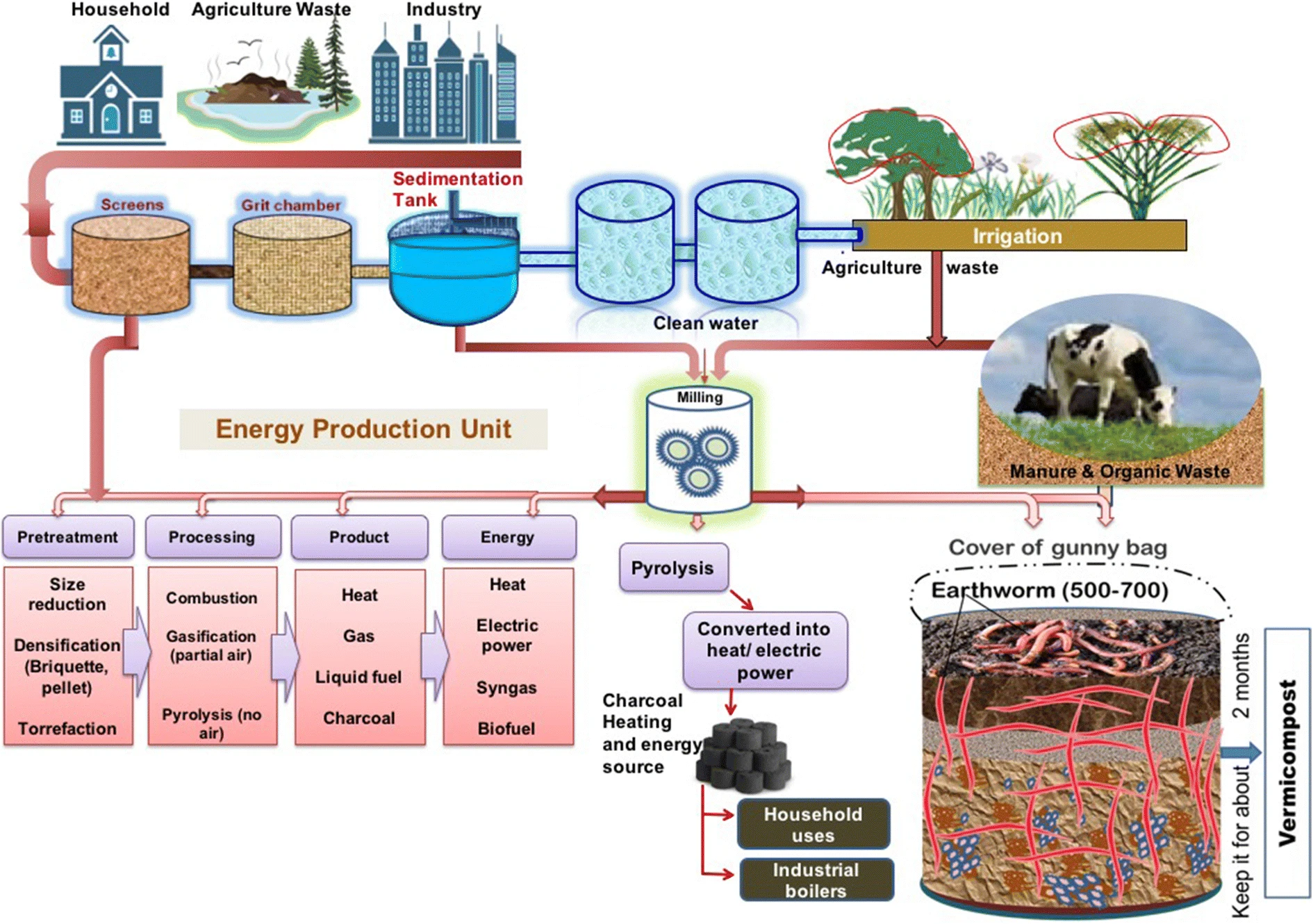
Виробництво енергії зі стічних вод.

Анаеробне розкладання передбачає розщеплення органічних речовин мікроорганізмами за відсутності кисню. Цей процес дає біогаз, який переважно складається з (біо) метану та вуглекислого газу, придатний для виробництва електроенергії, опалення та транспортного палива. Стічні води можуть бути перетворені на енергію й деякі види біопалива, добрива, біохімічні речовини та зрошувальну воду, сприяючи більш стійкому та ресурсоефективному підхід до поводження з відходами. Кілька універсальних стійких екологічних технологій, таких як іонний обмін, біоелектрохімічні методи, адсорбційні методи, електродіаліз, екстракція розчинником тощо, використовуються для вилучення продуктів із доданою вартістю з матриць відходів. За останні два десятиліття цінні ресурси, такі як полігідроксіалканоат (PHA), біополімери, целюлозні волокна, синтез-газ, біодизель, електроенергія, азот, фосфор, сірка, ферменти та широкий спектр хімічних речовин платформи були відновлені зі стічних вод.
Методики валоризації відходів і каскадування біомаси передбачають каскадне використання біомаси, коли той самий ресурс використовується для кількох цілей у каскадній послідовності. Наприклад, після виробництва високоцінних продуктів з біомаси сільськогосподарських, чи інших, відходів, залишкові відходи можуть бути використані для біоенергетики або для добрив в сільському господарстві.
Термохімічні методи (газифікація, піроліз та інші) використовуються для перетворення біомаси та інших органічних відходів в цінні продукти, такі як водень, біопаливо, енергію та інші.
Екологічні переваги переробки органічних відходів охоплюють зменшення забруднення, зменшення викидів метану в атмосферу та покращення якості ґрунту, тоді як економічні переваги включають виробництво енергії, палива та цінних продуктів.

### Переробка макулатури
Переробка паперу та картону є важливим компонентом сталого поводження з відходами. Переробка макулатури передбачає різноманітні стратегії збору макулатури, доставку в спеціальні центри переробки, де проводиться додаткове сортування, включаючи ручне сортування та сортування завдяки передовим технології оптичного сортування. Переробка починається з процесу розкладання паперового волокна, а потім застосовуються методи видалення фарби, спрямовані на видалення забруднюючих речовин, що призводить до створення целюлози, придатної для повторного використання у виробництві нових паперових і картонних виробів.
Інновації у сфері переробки макулатури охоплюють замкнуті системи, що об’єднують збір, обробку та виробництво для стійких циклів переробки, а також прогрес у хімічних і біологічних методах переробки, які прагнуть покращити екологічні результати. Такі проблеми, як забруднення, що впливає на якість перероблених матеріалів, вирішуються шляхом постійного прогресу в таких технологіях сортування, як магнітна сепарація, сепарація за допомогою вихрових струмів і повітряна класифікація, у поєднанні з процесами очищення, що забезпечують більш високу якість перероблених продуктів.
Крім того, дослідження показують, що за допомогою традиційної та інтегрованої технології біопереробки велика різноманітність і кількість відходів, які утворюються на целюлозно-паперових підприємствах, можна перетворити на цінні продукти. Згідно з результатами огляду 2021 року, показано, що високоефективне вуглецеве волокно та біопластик можливо виготовляти з чорного лугу відходів виробництва целюлози; целюлозні відходи з тирси та шламу можуть бути використані для синтезу целюлозних нанокристалів (CNC) та регенерованих волокон, таких як віскозний шовк та ацетат; відходи виробництва целюлози на мінеральній основі та золу-винесення можна використовувати для виробництва різних видів біокомпозитів. Різні біоматеріали, отримані з біомаси целюлозно-паперового комбінату, можна використовувати для різноманітних застосувань, включаючи звичайні високоефективні та інтелектуальні матеріали. Продукти переробки макулатури можуть бути перероблені також на енергію й тепло, та високоцінні матеріали, включаючи біопаливо (біоводень, біометан), наноцелюлозу, гідровугілля, будівельні матеріали та добрива для ґрунту.
Екологічні переваги вторинної переробки паперу та картону охоплюють зменшення навантаження на ліси, енергозбереження за рахунок зменшення використання первинних матеріалів і зменшення викидів парникових газів. Переробка макулатури значно сприяє попередженню зміни клімату та глобального потепління, завдяки зменшенню вирубки лісів і забруднення води та повітря. Економічно переробка сприяє створенню робочих місць і забезпечує економічні переваги порівняно з виробництвом нових матеріалів. Очікувані досягнення зосереджені на покращенні методів відновлення волокна, включаючи покращені процеси сортування та очищення.

### Переробка металів
Переробка металів є важливим процесом, необхідним для збереження ресурсів і екологічної стійкості. Особливо вигідною є переробка кольорових металів (міді, алюмінію, олова), поширених технічних сплавів (побєдит) і деяких чорних металів (чавун).
Ця технологія передбачає збір непотрібних чи зіпсованих предметі — брухту — на пунктах приймання вторсировини, і подальше сортування різних металів за допомогою таких методів, як магнітне та вихрове струмове розділення. Після підготовки та подрібнення метали піддаються процесам плавлення, очищення та рафінування для видалення домішок і досягнення бажаного рівня чистоти. Такі інноваційні технології, як пірометалургія, гідрометалургія, електрохімічна переробка, та їх комбінації підвищують ефективність переробки та відновлення металів. Проблеми та виклики включають забруднення домішками або небажаними матеріалами у перероблених металевих відходах, їх різноманітний склад, та енергоємність процесів, але прогрес у сортуванні на основі датчиків і робототехніки є перспективними. Переробка металів значно зменшує викиди парникових газів, зберігає енергію та забезпечує економічні вигоди завдяки створенню робочих місць і економії коштів. Прийняття майбутніх тенденцій, таких як інтеграція штучного інтелекту та підходу циркулярної економіки, має вирішальне значення для постійного прогресу до більш сталого майбутнього.

### Переробка будівельного сміття

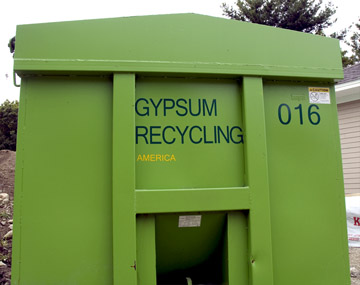
Контейнер для сортування відходів на будівельному майданчику

Переробка будівельного сміття та відновлення цінних матеріалів відіграють вирішальну роль у замиканні циклу ресурсів у циркулярному будівництві. Будівельні відходи та відходи знесення можуть бути повторно використані або перероблені. Теоретично, можливо використовувати все будівельне сміття, але за умови його сортування. Наприклад, навіть пошкоджені бетон, керамічна плитка та цегла подрібнюються і додаються в нові будівельні компоненти, або використовуються як цінні продукти в інших секторах циркулярної економіки. Ефективне управління відходами допомагає зменшити кількість небезпечних відходів на звалищах та викидів CO2, мінімізувати витрати, пов’язані з будівництвом проєкту, та отримати додаткову цінність і нові робочі місця. Переробка великої кількості будівельних відходів включає ретельну оцінку типів і кількості відходів, щоб зрозуміти склад і потенційні можливості переробки, та розробку стратегічного плану управління та переробки відходів, враховуючи такі фактори, як інфраструктура, логістика, ринковий попит на перероблені матеріали, екологічність та нормативні вимоги. Основними стимуляторами та викликами впровадження переробки будівельного сміття є політика та управління, дозволи та специфікації, технологічні обмеження, якість та продуктивність, знання та інформація, та, нарешті, фінансування, пов’язане з впровадженням моделі циркулярної економіки. З точки зору підрядників та малого бізнесу, демонтаж будівельних відходів, сегрегація та сортування на місці, транспортування, логістика та локальні процеси відновлення є основними викликами для впровадження переробки на початковому етапі.
Також, внаслідок значних пошкоджень інфраструктури під час війни, Україна стикається з важливим завданням утилізації та використання будівельних відходів. Станом на початок 2024 року, в країні вже накопичено, за деякими оцінками, близько 10-12 мільйонів тонн таких відходів; а за оцінкою Руслана Стрільця – близько 30 мільйонів тонн. Неорганізоване скупчення та неконтрольоване зберігання небезпечних матеріалів на тимчасових смітниках, створює серйозні екологічні загрози. Серед основних ризиків – забруднення ґрунтових вод та ґрунтів токсичним фільтратом, забруднення повітря токсичними речовинами і погіршення санітарно-епідеміологічної ситуації. Незважаючи на великі виклики, ця ситуація створює унікальні можливості для переосмислення підходів до управління відходами та розвитку широкомасштабної циркулярної економіки в Україні.
Технології переробки будівельних відходів включають:

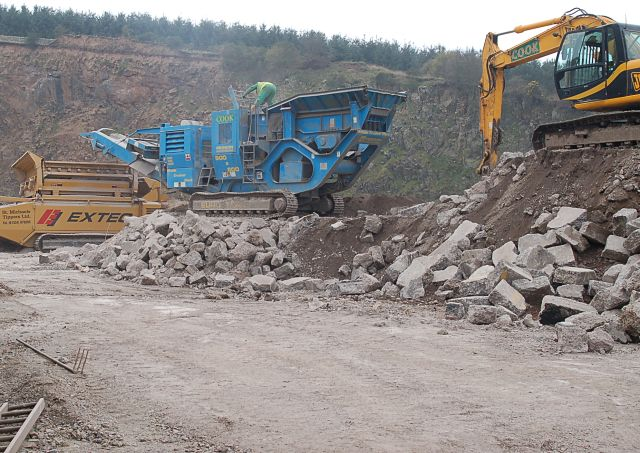
Мобільна дробарка бетону (синя)

- Мобільна дробарка бетону (синя)Засоби переробки матеріалів на місці: створення на будівельних майданчиках об’єктів для сортування, подрібнення та переробки будівельного сміття.[119][120][115]

- Сортування: цей крок має вирішальне значення для максимального відновлення вторинної сировини та мінімізації забруднення, і включає ефективні системи відокремлення та сортування відходів на різні типи, такі як бетон, деревина, метал, пластик, гіпсокартон, скло та інші матеріали. Для цього деякі компанії надають великі контейнери для накопичення будівельного сміття окремо за видами.[103] Досліджується та практикується використання технологій автоматизованого сортування, з використанням таких технологій, як оптичне сортування та магнітне розділення, для відновлення цінних матеріалів із потоків будівельного сміття.[121][122][123] Особливо перспективними є системи, які об’єднують мультисенсорний аналіз, машинне навчання та робототехніку, задля постійного навчання та адаптації до нових потоків відходів і матеріалів.[124]

- Відходи бетону, цегли та кам’яної кладки, включаючи битий бетон та щебінь від знесених конструкцій, переробляють за допомогою таких методів, як дроблення та просіювання, які перетворюють ці відходи на заповнювачі бетону для використання в нових будівельних проєктах[125][126], будівництві доріг[127][128][129], тротуарів[130][131] та водостоків[132]. Окрім того, інші відходи (зола-винесення, вугільна зола, шини, сталевий шлак, скло, кераміка, пластик) також використовуються як заповнювачі бетону.[133][134]Завод з переробки бетону

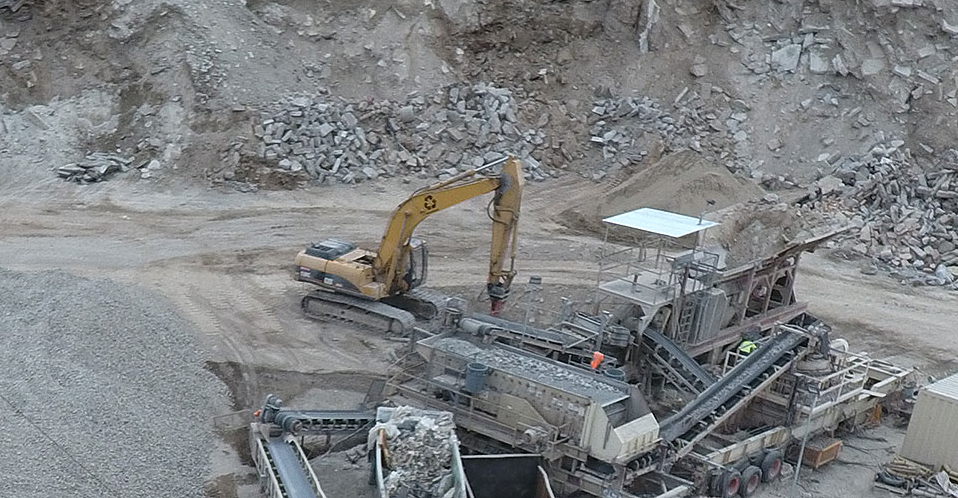
Завод з переробки бетону

- Відходи деревинних матеріалів, що включають габаритні пиломатеріали, фанеру, палети та іншу деревину, за можливості повторно використовують, або переробляють за допомогою дроблення і подрібнення для виробництва деревної стружки чи мульчі, чи, за допомогою виробництва деревини, переробляють на цінні продукти, такі як композитний брус, ДСП, дерево-полімерні композити тощо.[135][136] Якщо відходи деревини не підлягають переробці[en], вони перетворюються на енергію чи біопаливо[137][138], за допомогою термохімічних технологій (піроліз, газифікація, спалювання), біохімічних (карбонізація), фізико-хімічних тощо.[139] Інновації в переробці відходів деревини включають каскадування переробки, коли з маси відходів поетапно виробляються різні цінні продукти; інноваційні автоматизовані методи сортування; фізико-хімічні процеси для очищення залишків клею з поверхні деревини; і процеси біоремедіації для очищення небезпечної деревини, забрудненої важкими металами або креозотом.[140][141] Комбіновані системи переробки деревини одночасно виробляють і теплову енергію, і цінні продукти, такі як біочар, біогаз, активоване вугілля.[142]

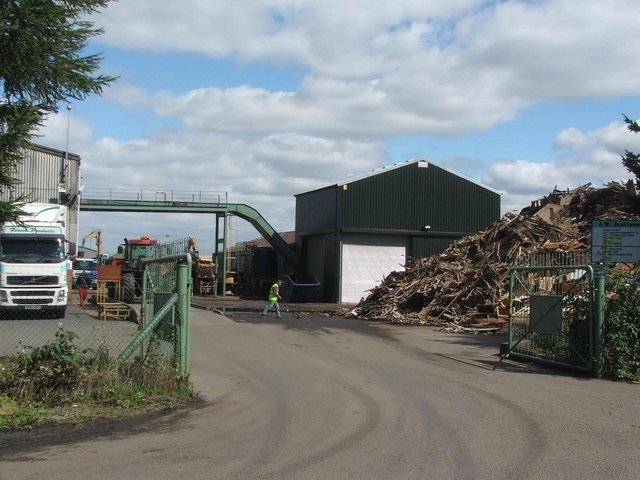
Переробка відходів деревини

- Переробка відходів деревиниМеталеві конструкції, за можливості, повторно використовуються[143], або переробляються. Переробка металів, таких як брухт конструкційної сталі, чорних і кольорових металів, що використовуються в будівництві, відбувається за допомогою сортування, подрібнення та плавлення, що дозволяє видобувати цінні метали для повторного використання у виробництві та будівництві.

- Відходи гіпсокартону утворюють на звалищах сірководень, токсичний газ з неприємним запахом, тоді як спалювання цих відходів призводить до викиду в атмосферу діоксиду сірки, який сприяє утворенню кислотних дощів. Тому переробка гіпсокартону є важливою, і було виявлено багато потенційних кінцевих ринків для переробленого гіпсокартону.[144] Наприклад, панелі з гіпсокартону, облицювання та залишки швів, переробляють за допомогою таких методів, як переробка гіпсу[en], коли гіпс відокремлюють від облицювального паперу та переробляють на нові гіпсові вироби[145], які, в деяких випадках, навіть кращі за первинні[146]. Також, відходи гіпсу можуть поєднуватись з полікарбонатними відходами пластику для створення сухих будівельних сумішей із покращеними, порівняно зі стандартними, властивостями.[147] Крім того, застосування відходів гіпсокартону в якості наповнювача для компостування є ще одним із ринків збуту, і ця технологія також може сприяти покращенню вмісту кальцію та сірки в ґрунті.[144] Високоефективною є система автоматичного сортування відходів гіпсокартону на основі гіперспектрального аналізу.[148] Використання переробленого гіпсу є екологічно вигіднішим порівняно з використанням природного гіпсу.[149] Більше половини критичних стимуляторів галузі переробки гіпсу належать до сфери політики, що вказує на актуальність регуляторних та економічних інструментів для сприяння циркулярній економіці гіпсу.[150]

- Відходи асфальту, включно з видаленим асфальтним покриттям і асфальтовою черепицею, можуть бути перероблені за допомогою таких процесів, як переробка гарячої суміші на місці, коли відходи асфальту поєднуються з новою асфальтовою сумішшю[151]; та методом переробки холодної суміші, коли асфальтне покриття фрезерується та обробляється на місці для повторного використання в будівництві доріг.[152][153] Наприклад, переробка методом гарячої асфальтобетонної суміші показала себе ефективною для в’яжучого шару асфальту, а холодна асфальтобетонна суміш – для основного шару.[154][152] Крім того, широкий спектр будівельних відходів (бетон[153][155], пластик[134], гума шин[156] та інші[157]) використовується в якості наповнювачів для асфальту, за принципами циркулярної економіки.

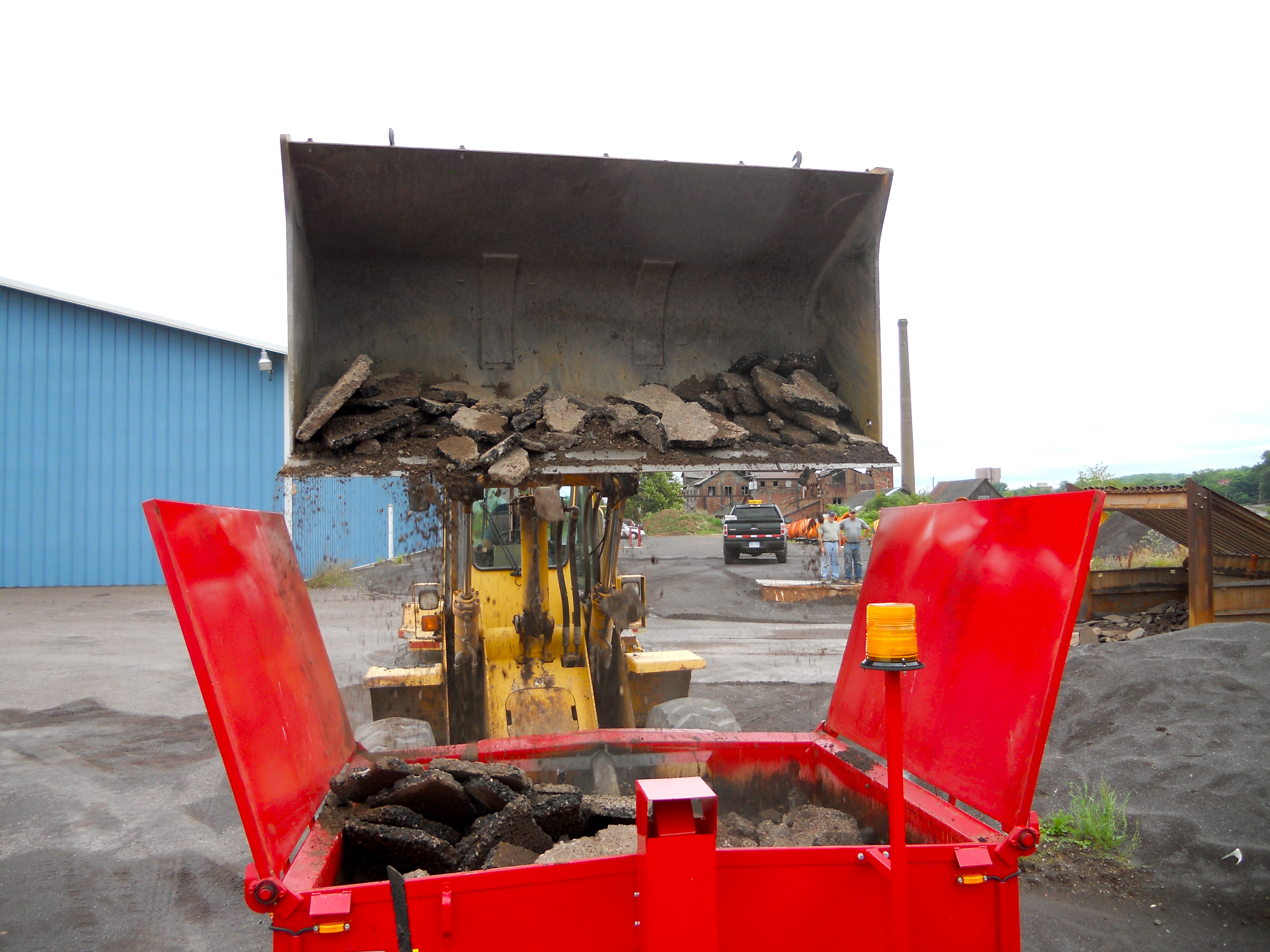
Переробка асфальту методом гарячої суміші

- Переробка асфальту методом гарячої сумішіПластикові відходи, включаючи пакувальні пластики, ПВХ та ізоляційні матеріали, що використовуються в будівництві, переробляються за допомогою таких методів, як механічна переробка, коли пластик сортується, очищається, подрібнюється та/або розплавляється, задля отримання пластикових гранул для виробництва нових пластикових виробів; хімічна переробка, коли пластмаси хімічно розщеплюються на молекулярні компоненти для використання у виробництві нових пластмас або інших матеріалів; чи за допомогою термічних та термо-хімічних методів в широкий спектр продуктів (паливо, смоли, хімікати).[158] (див. Переробка пластику)

- Інші різноманітні відходи, включаючи скло, ізоляційні матеріали, покрівельні матеріали та небезпечні речовини, переробляють за допомогою різноманітних методів і технік, адаптованих до конкретних властивостей матеріалу та екологічних міркувань. Наприклад переробка скла, передбачає як традиційне сортування за кольором, задля розплавлення і використання в нових скляних виробах, так і переробку скла за принципами циркулярного будівництва – існує, щонайменше, сім можливих сфер застосування скляних відходів у будівельній галузі: бетонні вироби, гіпсоцементні композити, асфальтове або бетонне покриття, геополімерні розчини, піносклокераміка, склокераміка та зміцнення/стабілізація ґрунтової основи.[159][160][161]

## Перспективні технології
Науковці з Нідерландів представили останні розробки в галузі оброблення відходів — поліпшену технологію, яка без попереднього сортування, в рамках однієї системи, розділяє й очищає всі відходи, які туди надходять, до первісної сировини. Система повністю переробляє всі види відходів (медичні, побутові, технічні) в закритому циклі, без залишку. Сировина повністю очищається від домішок (шкідливих речовин, барвників тощо), пакується та може бути використана вдруге. При цьому система екологічно нейтральна.[джерело?]

### Передові технології сортування
Передові технології сортування відходів мають вирішальне значення для підвищення ефективності переробки шляхом точного відокремлення різних матеріалів із змішаних потоків відходів. Ось деякі перспективні методи та технології в цій області:

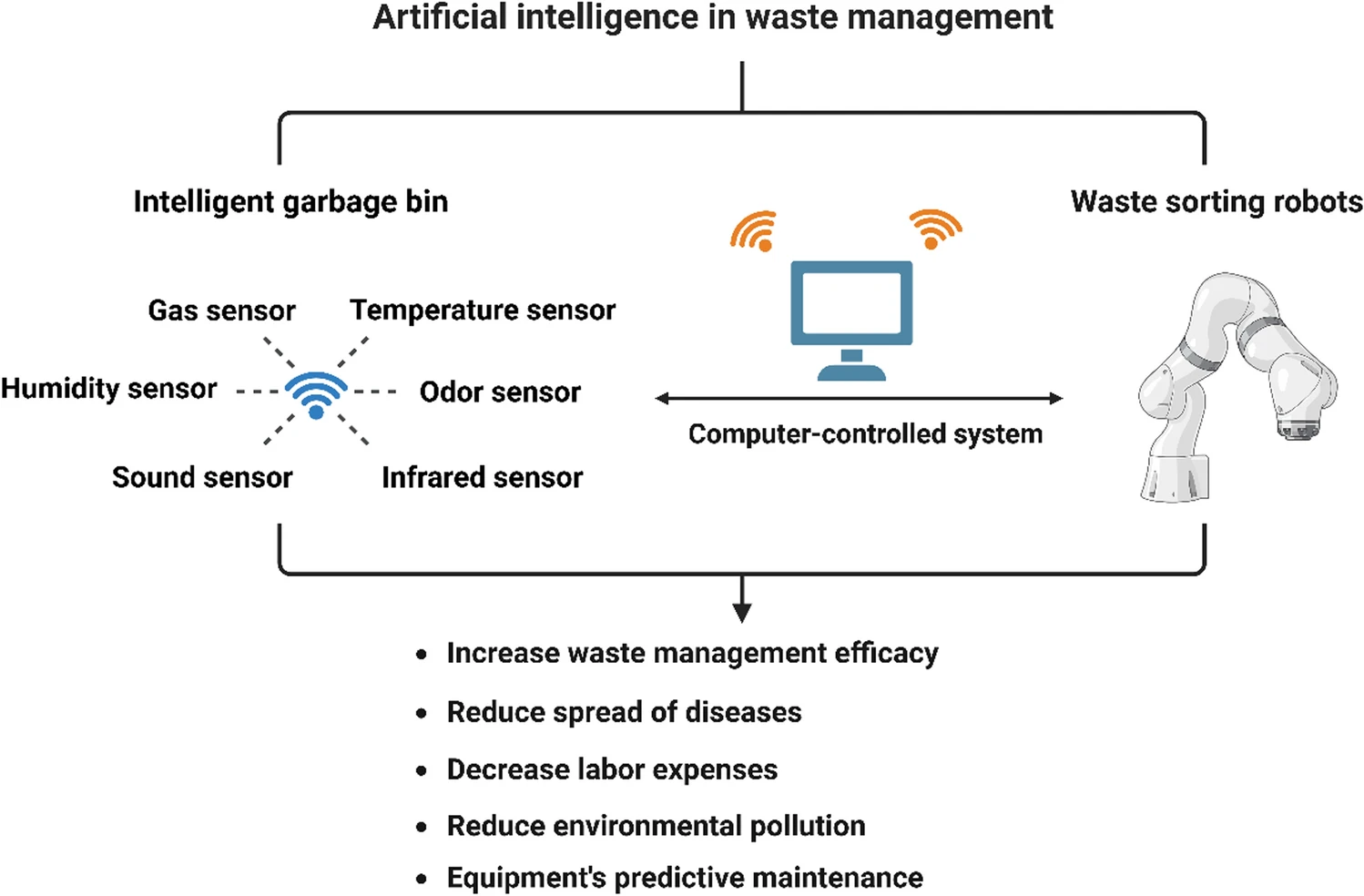
Використання штучного інтелекту в управлінні відходами та роботизованому сортуванні відходів.

- Використання штучного інтелекту в управлінні відходами та роботизованому сортуванні відходів.[162]Робототехніка та сортування за допомогою штучного інтелекту: роботи, оснащені системами машинного зору на основі штучного інтелекту, можуть ідентифікувати та сортувати різні типи матеріалів на конвеєрних стрічках. Ці системи використовують камери та датчики для розпізнавання предметів за формою, кольором і складом матеріалу. Алгоритми штучного інтелекту й машинного навчання постійно навчаються та покращують точність з часом, роблячи сортування більш ефективним і точним.[162][163][164][165][166][167] Огляд 2022 року порівнює 7 роботизованих автоматичних сортувальників на основі штучного інтелекту.[168]
- Близько-інфрачервона спектроскопія[en] (NIR): технологія NIR виявляє та сортує матеріали, аналізуючи їхній молекулярний склад. Вона ефективна для ідентифікації різних типів пластику, паперу та інших матеріалів, що підлягають переробці, на основі їх унікальних спектральних характеристик.[169][170][171][172] (див. також Переробка пластику#Сортування)
- Відокремлення за допомогою вихрових струмів: цей метод використовує магнітні поля для відштовхування кольорових металів (наприклад, алюмінію) від інших матеріалів, що дозволяє відокремлювати метали від потоку відходів.[173][174]
- Електростатичне розділення: цей метод використовує різницю в електропровідності для розділення матеріалів. Це особливо корисно для відділення пластику від інших компонентів відходів.[175][176]
- Технології мультисенсорного сортування (Multi-Sensor Fusion): поєднання різних технологій сортування, таких як спектроскопія, рентгенівське випромінювання і 3D-зображення, для підвищення точності та ефективності ідентифікації та сортування різних матеріалів.[177][178][179][180]
- Інновації в маркуванні та упаковці: розробка розумних етикеток або QR-кодів, які можуть скануватися сортувальними машинами для ідентифікації матеріалів, що робить сортування більш точним і автоматизованим.[181][182]

Ці вдосконалені технології сортування мають великі перспективи в значному покращенні переробки відходів шляхом значного збільшення рівня переробки, зменшення забруднення та підвищення загальної ефективності процесу переробки. Інтеграція цих технологій у системи управління відходами може зіграти вирішальну роль у досягненні більш стійкої циркулярної економіки.

### Хімічна, термічна й термо-хімічна переробка

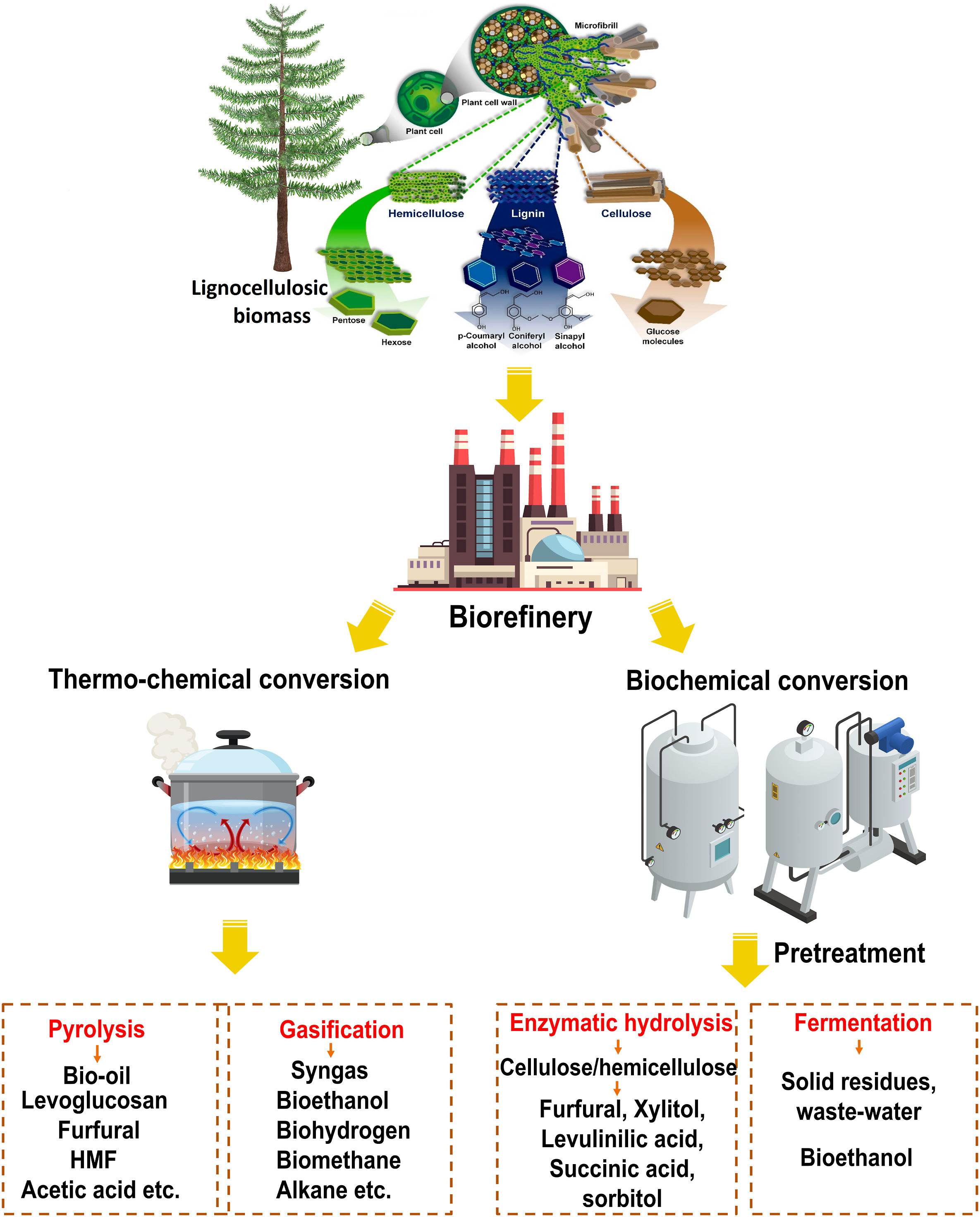
Підхід циркулярної біоекономіки для виробництва біопалива та інших цінних продуктів з біомаси.

Хімічна переробка — це багатообіцяючий підхід, спрямований на розкладання складних матеріалів, особливо пластмас, на їх молекулярні компоненти для створення нових матеріалів або палива без деградації, яка спостерігається при традиційній переробці. Методи термічної переробки передбачають застосування тепла для розкладання відходів.
Комбінація різних хімічних і термічних технологій може забезпечити найкращу економічну ефективність та екологічну стійкість у переробці відходів, особливо пластикових.
- Деполімеризація: для деполімеризації підходять різні типи пластмас, включаючи ПЕТ (поліетилентерефталат), ПВЩ (поліетилен високої щільності), ПВХ (полівінілхлорид) та інші. Ці пластики можуть надходити з одноразових пляшок, пакувальних матеріалів та інших споживчих товарів.
  - Каталітична деполімеризація: каталітичні процеси можна застосовувати до різних полімерів, особливо тих, які важко переробити звичайними способами, наприклад, змішаних пластмас і композитних матеріалів.[184][185][186][187]
  - Деполімеризація за допомогою мікрохвиль: цей метод є універсальним і може бути застосований до широкого діапазону полімерів, пропонуючи більш енергоефективний спосіб розщеплення полімерів порівняно з традиційними методами нагрівання, і покращуючи ефективність інших методів переробки. Зокрема, цей метод може бути використаний для покращення ефективності методик переробки пластику[188][189][190][191] й поліуретану[192], чи переробки лігнінових органічних відходів в біопаливо та інші цінні продукти[193]. Це забезпечує швидку та контрольовану деполімеризацію в самому матеріалі, пропонуючи потенціал для швидшої реакції та меншого споживання енергії порівняно з традиційними методами.[194]
  - Ферментативна деполімеризація: інноваційні підходи, включно зі сконструйованими мікроорганізмами для гідролізу ПЕТ та синергічними ферментативними комбінаціями, означають багатообіцяючі кроки в боротьбі із забрудненням пластиком.[195][196][197][198][199]
- Сольволіз: цей метод насамперед націлений на полімери, такі як полікарбонати та інші пластики, розщеплюючи їх на вихідні хімічні складові за допомогою розчинників.[200][201]

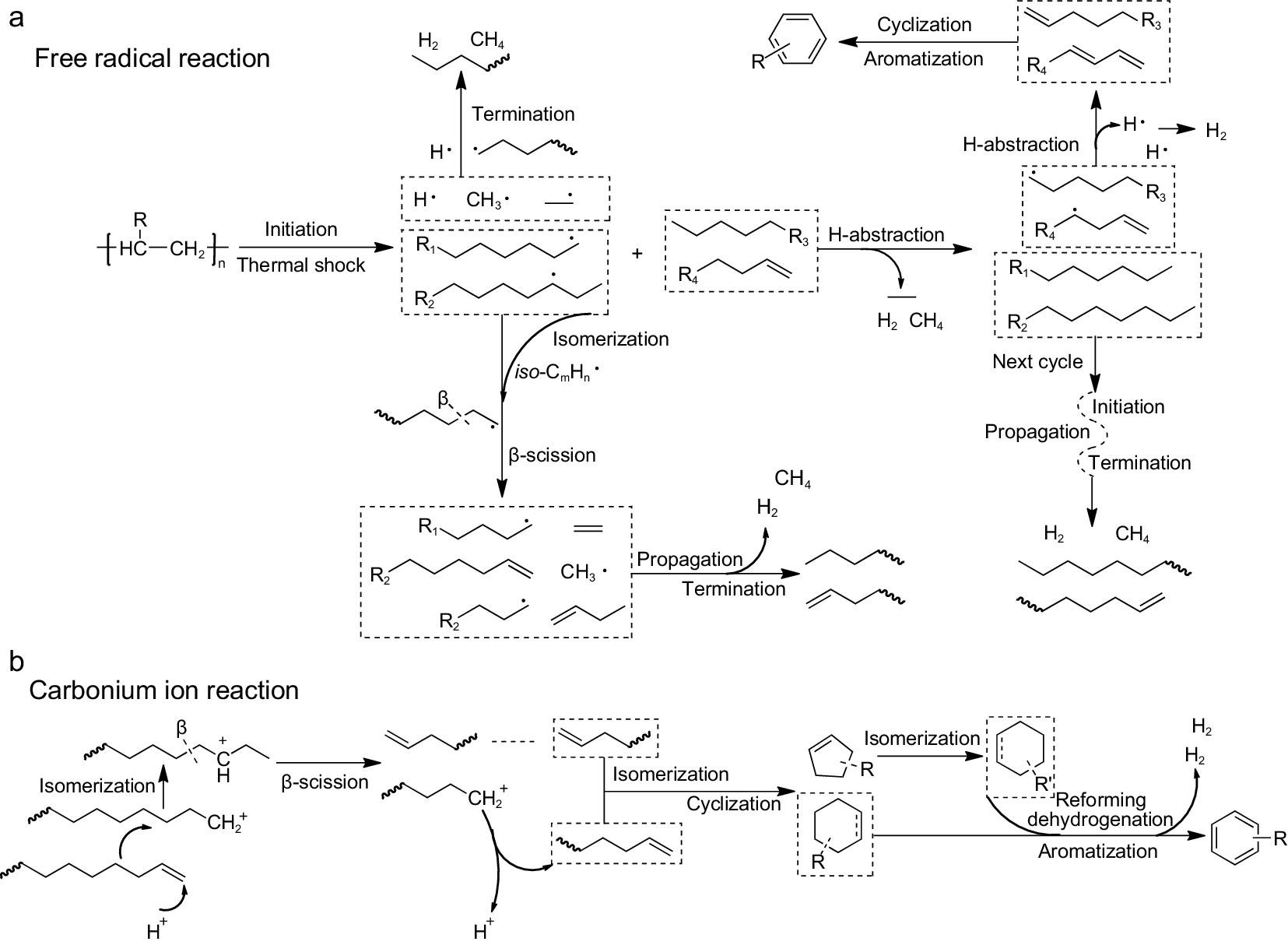
Піроліз поліолефінів.

- Піроліз поліолефінів.[202]Піроліз: піроліз ефективний для широкого діапазону пластиків, включаючи змішані пластмаси, гнучку упаковку, полістирол, поліпропілен і навіть забруднені пластмаси, які важко переробити звичайним способом.[202] Також, низькотемпературний піроліз в поєднанні з попередньою обробкою сольволізом є ефективним методом переробки композитних відходів вуглепластику.[203] Піроліз забезпечує стійкий шлях для переробки відходів полістиролу та перетворення його продукти з доданою вартістю, такі як смоли та полімери.[204] Крім переробки пластику, піроліз застосовується для переробки органічних відходів в біоенергетиці.[205][206][207]
- Газифікація: газифікація може переробляти різноманітні типи відходів, крім пластику, включаючи органічні відходи[208], біомасу (див. Біоенергетика)[209][210][211] та певні типи промислових або міських твердих відходів[212].[213] Також, машинне навчання може допомогти у проектуванні, оптимізації, контролі та масштабуванні газифікаторів.[214]
- Гідротермальна обробка: органічні відходи, осад стічних вод, певні типи пластику та біомаса можуть піддаватися гідротермальній обробці для перетворення їх на простіші сполуки, гази або біопаливо.[215][216]

### Біотехнологія

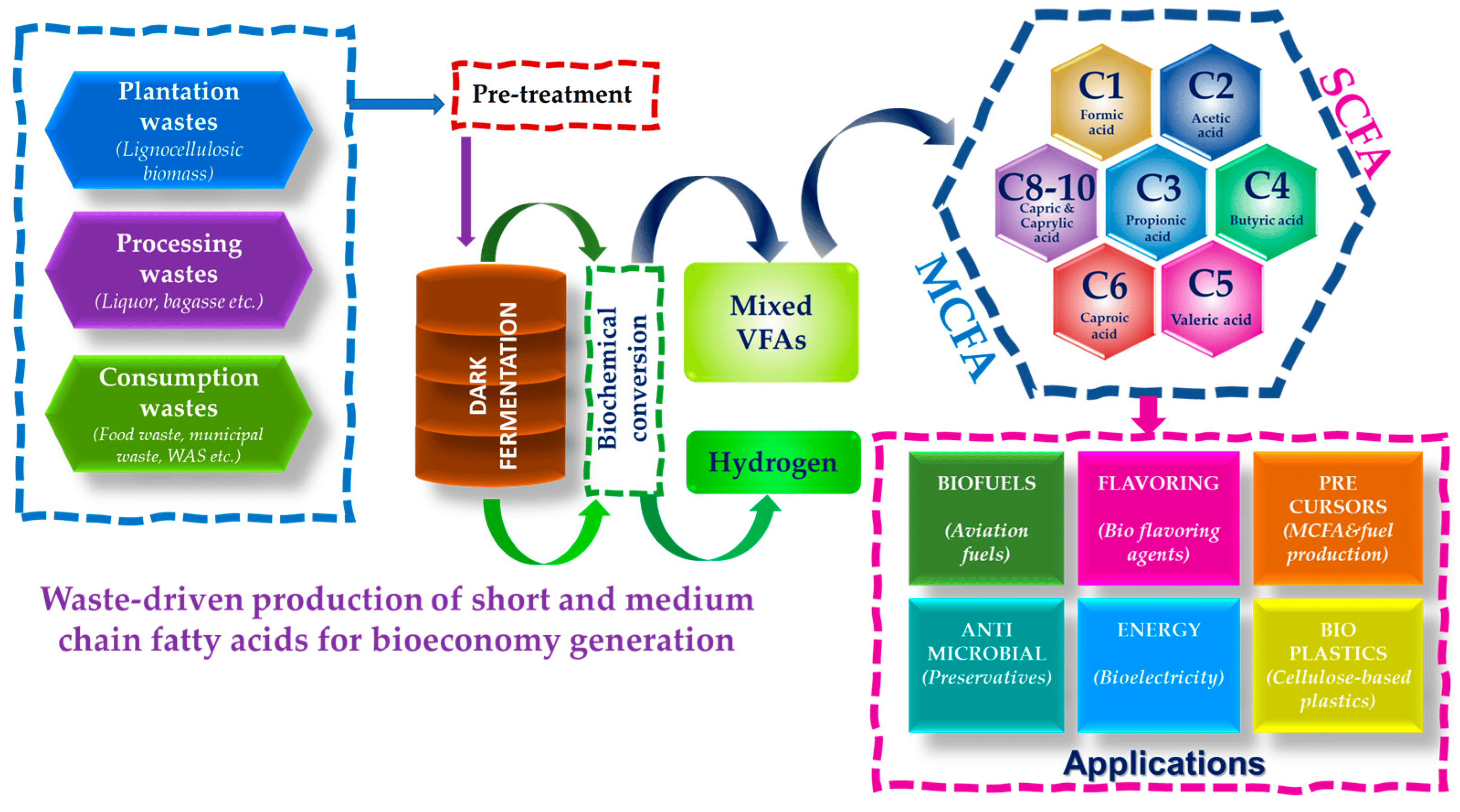
Біоконверсія органічних відходів у біопродукти.

- Біоконверсія органічних відходів у біопродукти.[217]Біоконверсія та біообробка: ці методи використовують біологічні агенти для перетворення відходів у цінні ресурси.[217][218] За допомогою ферментації або метаболічних процесів такі відходи, як сільськогосподарські залишки[2] та промислові відходи[219], харчові відходи[220][221], міські зелені відходи[222] та тверді побутові відходи[223], можуть бути перетворені на біопаливо, біопластик, біохімічні речовини та добрива.[224][225][226] Такий підхід зменшує залежність від викопного палива та сприяє виробництву відновлюваних та екологічно чистих альтернатив, та розвитку циркулярної біоекономіки та зеленої економіки.

Основна концепція біопереробки пластикових відходів.

- Основна концепція біопереробки пластикових відходів.[227]Мікробна деградація: мікроорганізми відіграють ключову роль у біотехнологічній обробці відходів, демонструючи здатність розщеплювати органічні матеріали в різних потоках відходів. Бактерії, гриби, мікроводорості[228], комахи[229] та виділені ферменти використовуються для розкладання складних сполук, які містяться в пластику[227][230][231] й мікропластику[232][233][234], фармацевтичних продуктах[235] й засобах гігієни[236], текстилі[237] та органічних відходах. Ці мікроорганізми виділяють ферменти, здатні розкладати певні полімери, полегшуючи розкладання матеріалів, які колись вважалися непридатними для переробки. Дослідження метагеноміки, мета-метаболоміки та їх мультиоміксна інтеграція на основі великих набору даних з мікробіомів забезпечують надійну інтерпретацію мікробної деградації різними мікроорганізмами.[238]
- Біоремедіація: використовує біологічні агенти для пом’якшення забруднення навколишнього середовища небезпечними речовинами.[239] Цей метод використовує мікроорганізми для нейтралізації, детоксикації або видалення забруднюючих речовин із ґрунту[240], водних ресурсів й стічних вод[241][242][243][244], та повітря[245]. Він є перспективним у обробці забруднених ділянок, у тому числі тих, які постраждали від промислових відходів, розливів нафти, хімічних забруднювачів та важких металів[246][247], сприяючи відновленню навколишнього середовища.[248][249]
- Біореактори[en] та біофільтрація: біореактори використовують біологічні процеси в контрольованому середовищі для обробки відходів.[250] Ці системи використовують мікроорганізми для розкладання органічних речовин або видалення забруднюючих речовин з промислових стоків[251][252] і міських стічних вод[253][254]. Методи біофільтрації використовують живі організми для розщеплення забруднювачів, підвищення ефективності систем фільтрації та зменшення шкідливих викидів. (див. також Біологічне очищення води, Біологічний окислювач, Очищення стічних вод)
- Генна інженерія та синтетична біологія: досягнення в цих наукових дисциплінах дозволяють створювати та модифікувати мікроорганізми для покращення здатності до розкладання відходів. Завдяки цілеспрямованим генетичним модифікаціям вчені можуть оптимізувати ферменти та мікроорганізми для ефективного розщеплення певних типів відходів, прокладаючи шлях до індивідуальних та високоефективних рішень щодо обробки відходів.[255][256][257] Наприклад, дослідження 2023 року показали, що стратегії генної інженерії, включно з редагуванням генома на основі CRISPR/Cas9, покращили здатність цільових штамів мікроорганізмів продукувати з органічних відходів перспективні біополімери – полігідроксіалканоати (PHA).[258][259][260] Ще одне дослідження 2023 року представило синтетичний мікробний консорціум, який ефективно розкладає гідролізат поліетилентерефталату (ПЕТ) та згодом виробляє бажані хімічні речовини шляхом розподілу праці.[261]

## Види вторинної сировини

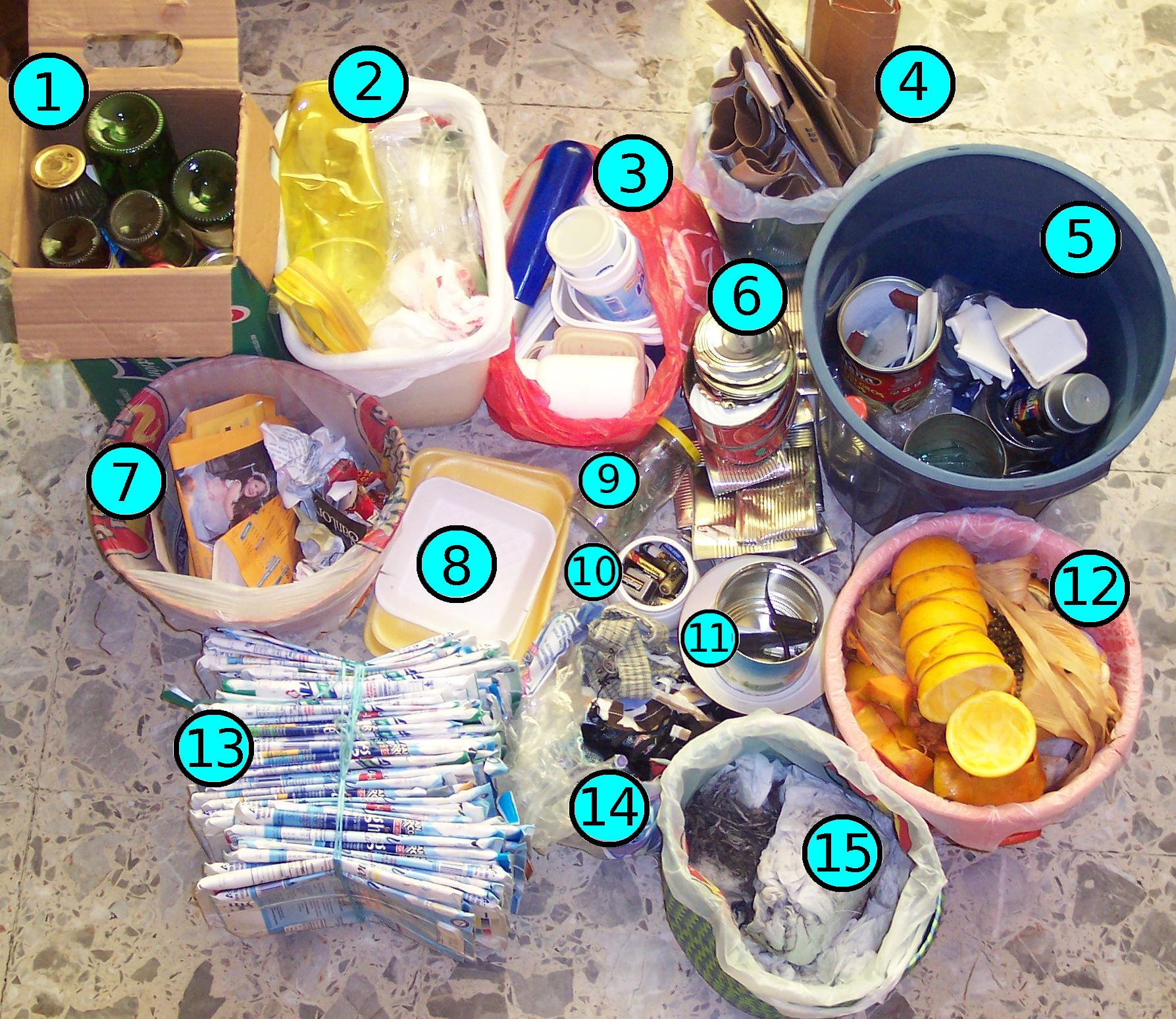
Розділене домашнє сміття: 1 — скляні пляшки, 2 — тонкий пластик, 3 — товстий пластик, 4 — картон, 5 — змішане сміття, 6 — залізні банки, 7 — папір, 8 — полістирол, 9 — скло, 10 — батареї, 11 — метал, 12 — органічні відходи, 13 — паковання «Тетрапак», 14 — тканина, 15 — туалетне сміття.

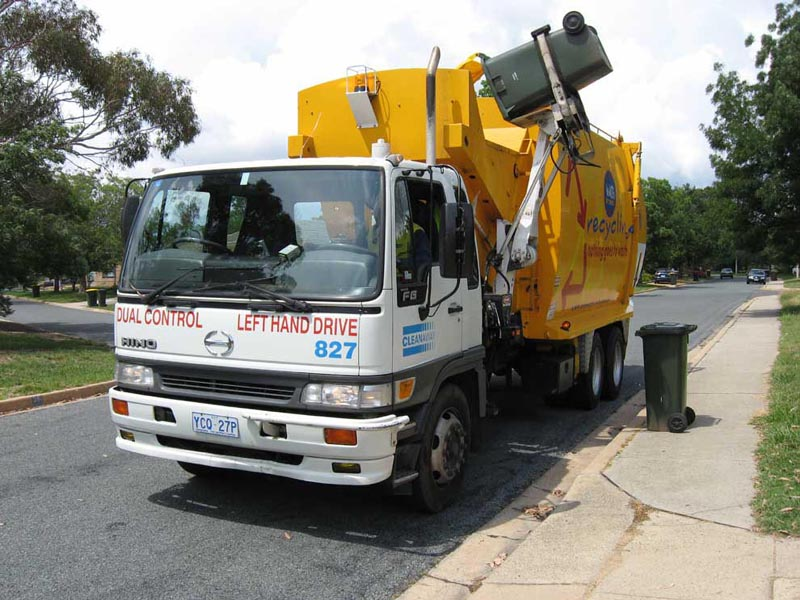
Сміттєзбиральна машина в Австралії

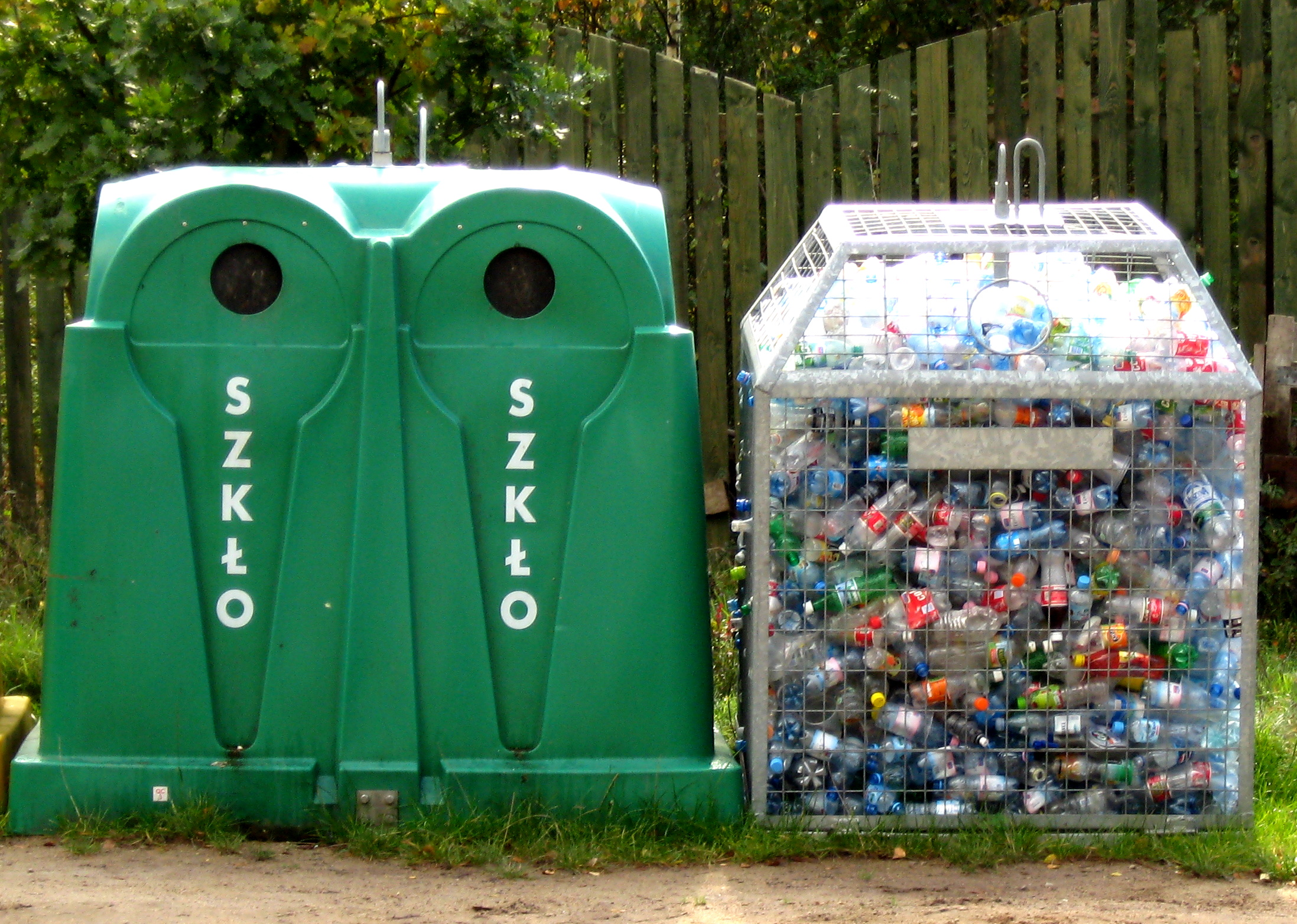
Просте сортування вторсировини: скляних і пластмасових пляшок в Польщі

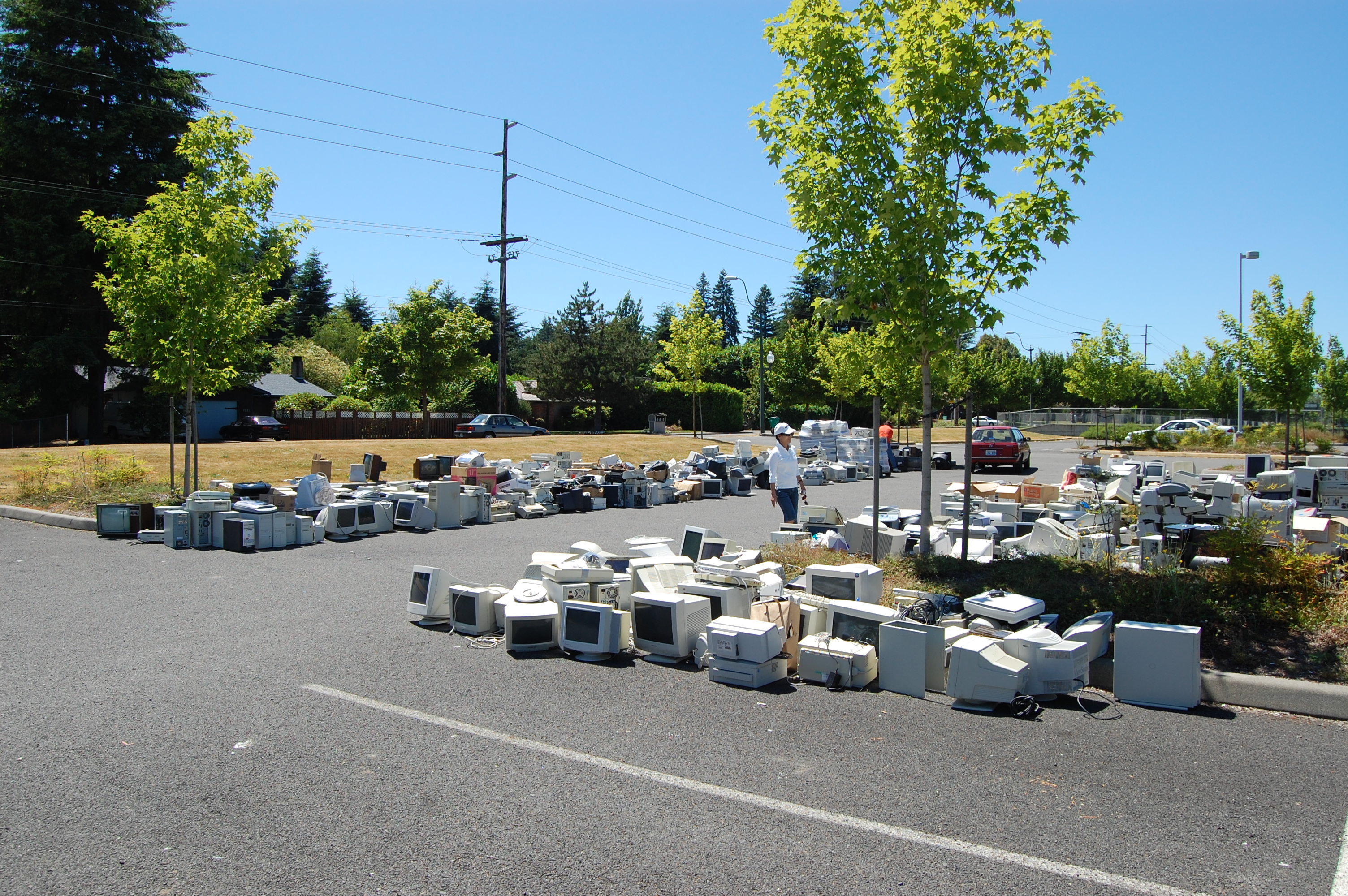
Збір комп'ютерів для переробки в США

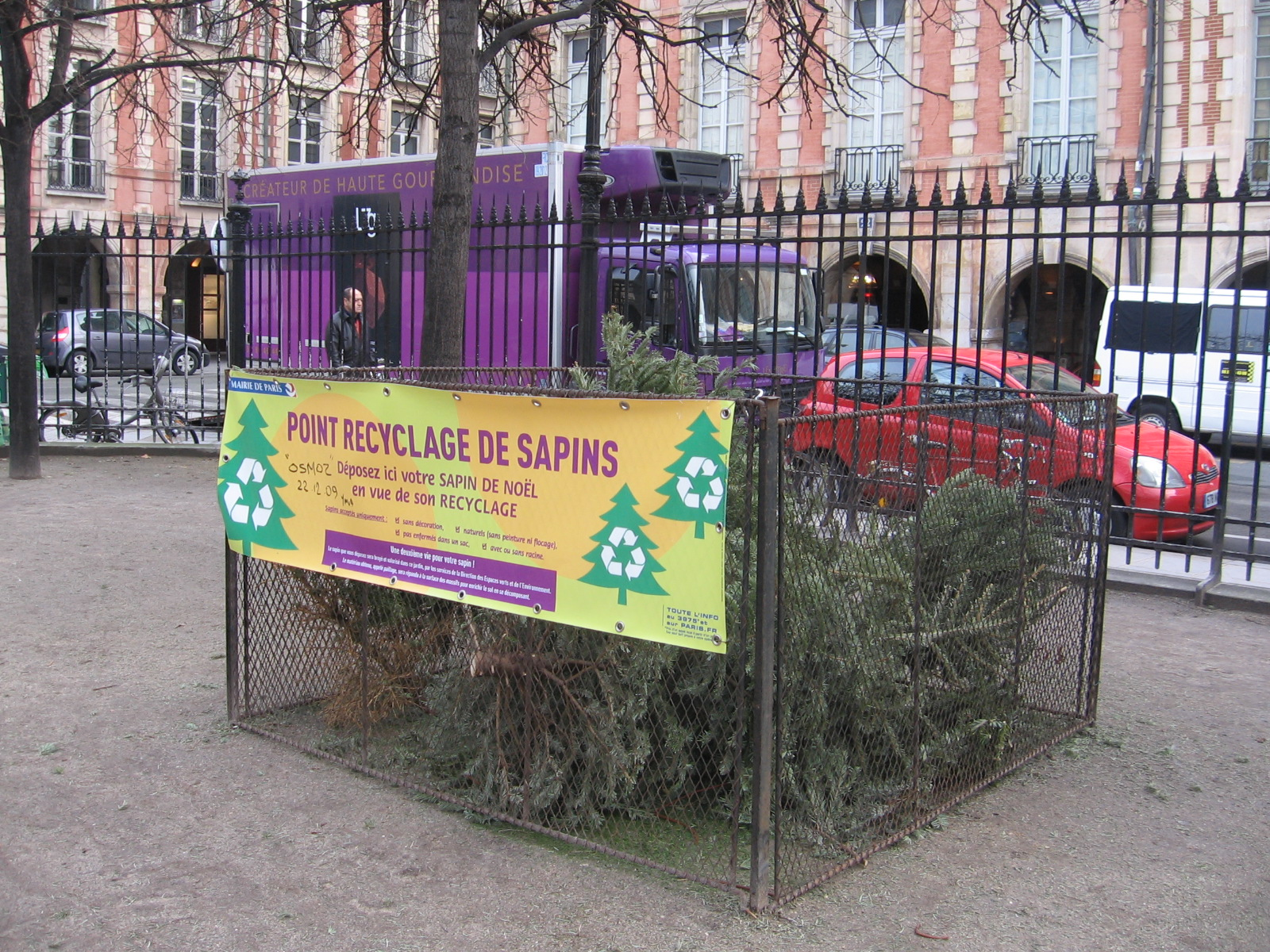
Збір новорічних ялинок для переробки

| Макулатура:    | - Папір - Картон  | - Газети                     | Комбінований матеріал: | - TetraPak |
| Скло:          | - Склотара        | - Склобій                    |                        |            |
| Металобрухт:   | - Чорний          | - Кольоровий                 | - Дорогоцінний         |            |
| Хімікати:      | - Кислоти         | - Луги                       | - Органіка             |            |
| Нафтопродукти: | - Оливи           | - Бітум                      | - Асфальт              |            |
| Електроніка:   | - Вироби - Плати  | - Акумулятори - Ртутні лампи | - Провід               |            |
| Пластмаси:     | - ПЕТ - ПВХ       | - ПВД - АБС                  | - ПС - ПНД             |            |
| Гума:          | - Шини            | - Гума                       |                        |            |
| Біологічні:    | - Харчові відходи | - Жири                       | - Асенізація           |            |
| Деревина:      | - Сучки           | - Стружка                    | - Листя                |            |
| Будівельні:    | - Цегла           | - Бетон                      |                        |            |
| Стічні води    | - Промислова      | - Побутові                   | - Спеціальні           |            |

## Додаткова література

### Книги
- Olena Stabnikova, Oleksandr Shevchenko, Viktor Stabnikov, Octavio Paredes-López (2024). Bioconversion of Wastes to Value-added Products. CRC Press, Routledge. с. 384. ISBN 9781032348797.
- Циркулярна політика управління відходами: підручник / А. І. Крисоватий, Р. Є. Зварич, І. Я. Зварич. Тернопіль : ЗУНУ, 2023. 458 с. ISBN 978-966-654-685-5
- Серія книг Routledge Studies in Waste Management and Policy (Routledge, 2017-2019+)
- Кращі європейські практики управління відходами (посібник) / А. Войціховська, О. Кравченко, О. Мелень-Забрамна, М. Панькевич, [за заг. ред. О. Кравченко] — Видавництво «Компанія „Манускрипт“» — Львів, 2019. — 64 с. —ISBN 978-966-2400-74-8

### Журнали
Деякі з наукових журналів, присвячених темі переробці відходів:
- Waste Management
- Resources, Conservation & Recycling та Advances
- Recycling
- Journal of Cleaner Production (веб-сайт)
- Waste Management and Research
- Waste and Biomass Valorization
- Journal of Material Cycles and Waste Management
- Environmental Science & Technology (веб-сайт)

### Статті
- Колекція наукових статей «Зменшення відходів, переробка та утилізація для продукції з доданою вартістю» (Springer Nature)
- Mujtaba, Muhammad; Fernandes Fraceto, Leonardo; Fazeli, Mahyar; Mukherjee, Sritama та ін. (20 травня 2023). Lignocellulosic biomass from agricultural waste to the circular economy: a review with focus on biofuels, biocomposites and bioplastics. Journal of Cleaner Production 402. doi:10.1016/j.jclepro.2023.136815.

### Відео
- Проєкт BIOINWASTE — Біоенергетичні інновації в поводженні з відходами: європейський досвід впровадження циркулярної економіки. (Сумський державний університет; Youtube)